# Спрингстин, Брюс
Брюс Фре́дерик Джо́зеф Спри́нгстин (англ. Bruce Frederick Joseph Springsteen), известный под прозвищем Босс (англ. the Boss; род. 23 сентября 1949, Лонг-Бранч, Нью-Джерси, США) — американский рок-исполнитель, автор песен и гитарист, творчество которого на протяжении более шести десятилетий оказывает глубокое влияние на мировую музыкальную культуру. Его произведения отличаются поэтичностью и социальной направленностью, отражая через призму личных историй надежды, борьбу и стойкость простых американцев. Концертные выступления Спрингстина, длящиеся нередко более трех часов и наполненные невероятной энергетикой, снискали ему славу одного из величайших исполнителей в истории рок-музыки. Общий объем продаж его записей превышает 140 миллионов экземпляров по всему миру, включая более 71 миллиона копий в США, что делает его одним из самых коммерчески успешных музыкантов всех времен.
Творческий путь Спрингстина начался в клубах Нью-Джерси, особенно в Асбери-Парке, где в 1972 году он сформировал группу E Street Band. Этот коллектив, объединивший ярких музыкантов, таких как саксофонист Кларенс Клемонс, стал неотъемлемой частью его звучания — мощного синтеза рока, фолка, соула и американских корневых жанров, получившего название «хартленд-рок». Ранние альбомы, Greetings from Asbury Park, N.J. и The Wild, the Innocent & the E Street Shuffle (оба 1973 года), продемонстрировали его поэтический дар, но коммерческий успех пришел лишь с выходом пластинки Born to Run (1975), вдохновленной работами Фила Спектора. Этот альбом, сочетающий эпическое звучание с лирическими историями о побеге от рутины, принес Спрингстину национальное признание и статус голоса поколения.
Мировая слава закрепилась после релиза Born in the U.S.A. (1984), одного из самых продаваемых альбомов в истории музыки. Несмотря на то, что заглавный трек ошибочно воспринимался как патриотический гимн, он содержал горькую критику последствий Вьетнамской войны и экономических трудностей. Альбом породил семь синглов, вошедших в топ-10 чартов, и стал культурным феноменом. В своих работах Спрингстин неизменно обращается к темам социального неравенства (The River, 1980), экзистенциального одиночества (Nebraska, 1982, записанному в акустическом формате), борьбы за справедливость (The Ghost of Tom Joad, 1995) и национальной травмы (The Rising, 2002, созданном как отклик на теракты 11 сентября). Его тексты, отличающиеся искренностью и повествовательной глубиной, остаются ключевой чертой его творчества, включающего 21 студийный альбом.
Концертная деятельность Спрингстина с E Street Band стала легендарной благодаря своей продолжительности, эмоциональной насыщенности и способности создавать ощущение единения между исполнителем и аудиторией. Он удостоен множества наград, включая 20 премий «Грэмми», «Оскар» за песню «Streets of Philadelphia» (1994), специальную премию «Тони» за шоу Springsteen on Broadway, а также включение в Зал славы рок-н-ролла (1999) и Зал славы авторов песен (1999). В знак признания его вклада в культуру он получил Премию Центра Кеннеди (2009), Президентскую медаль Свободы (2016) и Национальную медаль искусств (2023).
Помимо музыки, Спрингстин известен активной гражданской позицией: он поддерживает рабочее движение и демократические инициативы, выступал в кампаниях Барака Обамы, а в 2021 году стал его соавтором в подкасте «Отступники: Рожденные в США». С 1991 года он состоит в браке с вокалисткой E Street Band Патти Скалфой; их дочь Джессика Спрингстин добилась успеха как профессиональная наездница, участвуя в Олимпийских играх. Несмотря на проблемы со здоровьем, такие как язвенная болезнь в 2023 году, Спрингстин продолжает записывать музыку и гастролировать, о чем свидетельствует выпуск архивных материалов (Tracks II: The Lost Albums, 2025) и новые концертные туры. Его наследие остается неотъемлемой частью американской культуры — он не только стал голосом простых людей, но и расширил границы рок-музыки, превратив ее в инструмент социального высказывания и художественного осмысления действительности.

## Биография

### Ранние годы и образование
Брюс Спрингстин родился 23 сентября 1949 года в медицинском центре округа Монмут, расположенном в Лонг-Бранч, штат Нью-Джерси. Его отцом был Дуглас Фредерик (по прозвищу Датч) Спрингстин (1924—1998), а матерью — Адель Энн (урождённая Дзерилли; 1925—2024). Дуглас, несмотря на периодическую занятость в разных сферах, включая работу водителем автобуса, не был главным кормильцем семьи — эта роль досталась его супруге, трудившейся юридическим секретарём. Психическое здоровье отца Спрингстина, всегда остававшееся хрупким, с годами ухудшалось, что, несомненно, накладывало отпечаток на атмосферу в доме. Адель, происходившая из бруклинского района Бей-Ридж, напротив, демонстрировала стойкость и целеустремлённость, став для сына примером жизненной силы.  
Спрингстин, воспитанный в католической традиции, провёл детство в Фрихолде, небольшом городке в Нью-Джерси. Его этнические корни — причудливое переплетение голландских, ирландских и итальянских линий. По отцовской линии он принадлежал к потомкам первых голландских переселенцев, прибывших в XVII веке в Новые Нидерланды, голландскую колонию в Северной Америке. Фамилия Springsteen, происходящая из провинции Гронинген, имеет топографическое значение. В буквальном переводе она означает «прыжковый камень» — так в старину называли камни, служившие своеобразными ступенями на непроходимых улицах или между домами. Среди предков Брюса был и Джон Спрингстин, участвовавший в Войне за независимость США в рядах Континентальной армии. Со стороны матери родословная Спрингстина уходит в итальянский городок Вико-Экуэнсе. Его дед, эмигрировавший через остров Эллис, прибыл в Америку, не зная английского языка, но сумел не только адаптироваться, но и добиться успеха, став адвокатом. Для юного Брюса этот человек был почти мифической фигурой..  
В семье Спрингстинов, помимо Брюса, росли две младшие сестры — Вирджиния и Памела. Памела, впоследствии пробовавшая себя в актёрской профессии, нашла призвание в фотографии и даже сделала снимки для трёх альбомов брата: Human Touch, Lucky Town и The Ghost of Tom Joad.

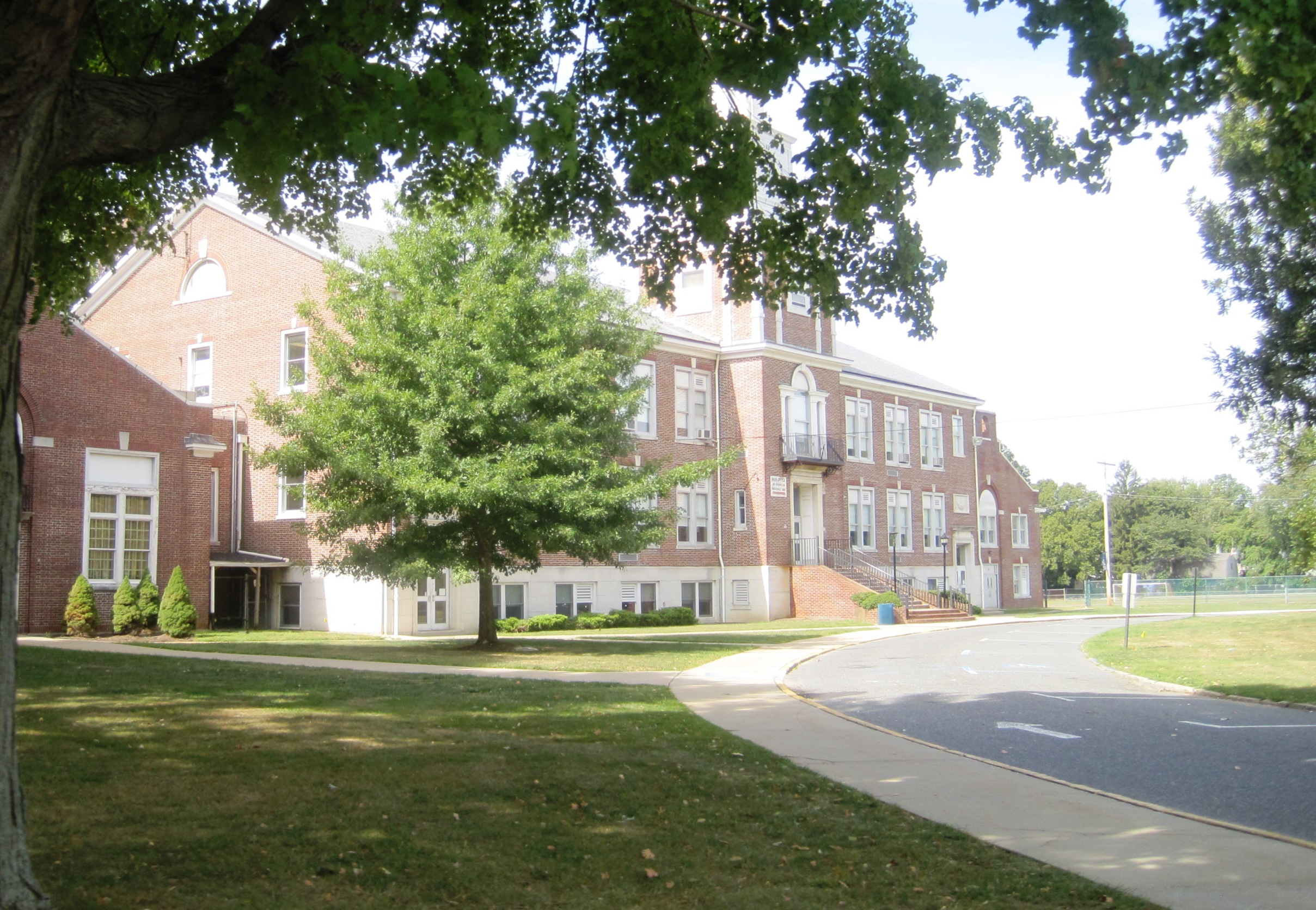
Фрихолдская средняя школа

Спрингстин учился в католической школе Святой Розы Лимской во Фрихолде, где его отношения с монахинями складывались непросто — он сопротивлялся строгой дисциплине и нередко бунтовал против установленных правил. Однако, несмотря на это противостояние, отголоски католического воспитания впоследствии проявились в его творчестве. В некоторых песнях можно услышать переосмысленные традиционные гимны ирландской католической традиции, переложенные на рок-н-ролльный лад. В 2012 году музыкант признался, что именно религиозное воспитание, а не политические взгляды, оказало наибольшее влияние на его музыку. Он говорил, что вера подарила ему «очень активную духовную жизнь», хотя с юмором добавлял, что это «сильно осложнило отношения с противоположным полом», и заключал: «бывших католиков не бывает».  
В детстве он часто слышал по радио песни Фрэнка Синатры, другого уроженца Нью-Джерси, но настоящее потрясение испытал в 7 лет, увидев выступления Элвиса Пресли на шоу Эда Салливана в 1956 и 1957 годах. Именно тогда у него возникло желание стать музыкантом. Вскоре мать, желая поддержать его увлечение, взяла напрокат гитару в местном магазине Mike Diehl's Music за шесть долларов в неделю, но инструмент не принёс мгновенного удовлетворения — мальчику хотелось сразу играть, а не учиться.  
В девятом классе он перешёл во Фрихолдскую среднюю школу, но и там чувствовал себя чужим. Один из его бывших учителей вспоминал, что Спрингстин был «одиночкой, которого интересовала только гитара». Окончив школу в 1967 году, он настолько не ощущал связи с этим местом, что даже не пришёл на выпускной. Вскоре он поступил в колледж округа Оушен, но быстро бросил учёбу.  
Когда Спрингстину исполнилось 19 лет, его вызвали на медицинское освидетельствование для призыва в армию, однако комиссия признала его негодным к службе. Отчасти это было связано с последствиями сотрясения мозга, полученного в мотоциклетной аварии двумя годами ранее, отчасти — с его поведением во время осмотра. Так он, вероятно, избежал отправки во Вьетнам. В 1969 году, когда ему было 20 лет, его родители и младшая сестра Памела переехали в Сан-Матео, Калифорния, а сам он и его сестра Вирджиния, которая к тому времени была замужем и ждала ребёнка, остались во Фрихолде. 

### 1964—1972. Начало карьеры
Это было иное — будто земля сдвинулась. Четверо парней, играющих, поющих, сочиняющих своё. [...] Рок-н-ролл ворвался в мой дом, где не виделось просвета [...] и распахнул передо мной целую вселенную возможностей.
В 1964 году Спрингстин увидел выступление The Beatles на шоу Эда Салливана, и это событие вдохновило его настолько, что он сразу же купил свою первую гитару за 18 долларов 95 центов в магазине бытовой техники Western Auto. Вскоре после этого он начал выступать перед публикой в составе группы The Rogues, играя на местных площадках. В том же году мать Спрингстина, видя его увлечение, взяла кредит, чтобы купить ему более качественную гитару Kent за 60 долларов — этот трогательный момент он позже увековечил в песне «The Wish». 
Уже в 1965 году юный музыкант познакомился с супругами Тексом и Марион Виньярдами, которые поддерживали молодые группы в их городке. Благодаря им Спрингстин стал ведущим гитаристом, а затем и одним из вокалистов группы The Castiles. Коллектив записал две оригинальные композиции в студии тауншипа Брик и выступал на разных сценах, включая нью-йоркское кафе Cafe Wha?. Марион Виньярд позже вспоминала, что поверила в обещание Брюса однажды стать знаменитым.  
К концу 1960-х Спрингстин ненадолго присоединился к пауэр-трио Earth, игравшему в клубах Нью-Джерси и даже выступившему в нью-йоркском отеле «Дипломат». Однако настоящий творческий подъем ждал его в группе Child, которая вскоре сменила название на Steel Mill. В её состав вошли Дэнни Федеричи, Вини Лопес, Винни Рослин, а позже — Стивен Ван Зандт и Роббин Томпсон. Коллектив быстро завоевал популярность, выступая не только на джерсийском побережье, но и в Ричмонде, Нашвилле и даже Калифорнии.  
Особого внимания заслуживает концерт Steel Mill в ночном клубе The Matrix в январе 1970 года. Музыкальный критик San Francisco Examiner Филип Элвуд, пораженный их выступлением, написал, что никогда прежде не сталкивался с таким мощным, но неизвестным талантом. Он назвал группу «первым значительным событием в истории Асбери-Парка после пожара на лайнере Morro Castle в 1934 году», отметив сплоченность музыкантов и композиторский дар Спрингстина. Вскоре после этого в студии Pacific Recording в Сан-Матео группа записала три его песни.

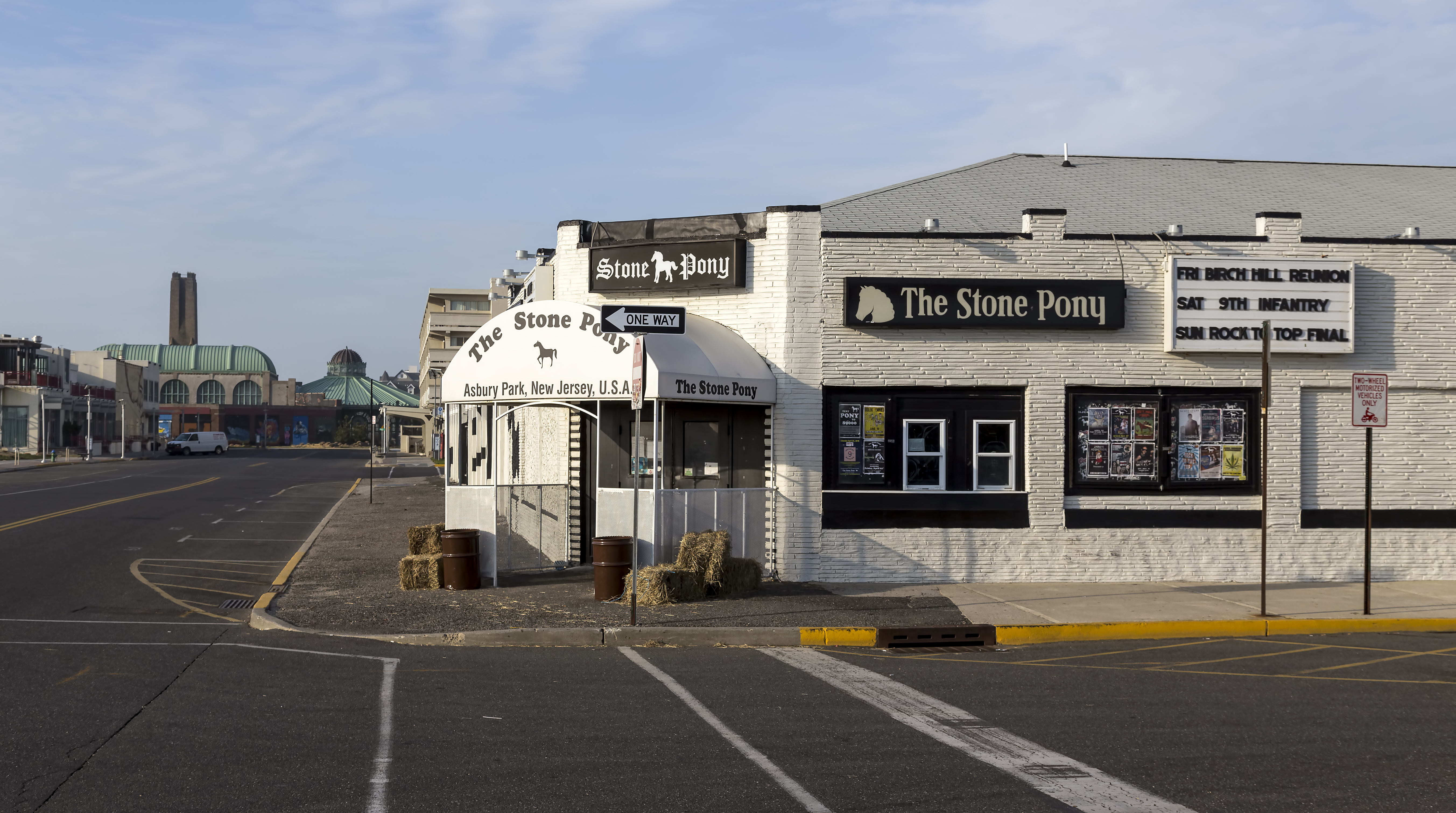
Музыкальный клуб и бар The Stone Pony в Асбери-Парке, где Спрингстин и другие участники E Street Band часто выступали в 1970-х

В поисках собственного, узнаваемого звучания и поэтического стиля Спрингстин в первой половине 1971 года выступал с группой Dr. Zoom & the Sonic Boom, затем ненадолго присоединился к Sundance Blues Band, а с середины того же года и до лета 1972-го возглавил The Bruce Springsteen Band. Его песни уже тогда отличались необычайной словесной насыщенностью — настолько, что в рекламных материалах будущего лейбла шутили: «В некоторых его композициях больше слов, чем у иных артистов на целых альбомах». В этот период судьба свела его с людьми, сыгравшими ключевую роль в его карьере. Среди них были менеджеры Майк Эппел и Джим Критекос, которые, разглядев в Спрингстине неординарный талант, организовали его прослушивание у Джона Хэммонда — легендарного продюсера Columbia Records, открывшего миру Боба Дилана и Билли Холидей. В мае 1972 года Хэммонд, впечатлённый харизмой и авторским материалом молодого музыканта, решил дать тому шанс.  
Уже в октябре Спрингстин собрал новый состав для записи дебютного альбома Greetings from Asbury Park, N.J.. Хотя название E Street Band закрепилось за коллективом лишь к сентябрю 1974-го, именно эти музыканты стали его основой. В те дни за Спрингстином прочно укрепилось прозвище Босс — отчасти потому, что он сам распределял гонорары после концертов, а отчасти из-за его азартного характера. По воспоминаниям друзей, в марафонах настольной игры «Монополия» он неизменно стремился к тотальному контролю.

### 1972—1974. Успех среди критиков
В 1972 году Спрингстин благодаря Хаммонду подписал контракт с Columbia Records. Руководство лейбла ожидало, что музыкант запишет акустический альбом, однако Спрингстин привлёк к работе своих коллег из Нью-Джерси, которые впоследствии составили костяк E Street Band. Дебютный альбом Greetings from Asbury Park, N.J., выпущенный в январе 1973 года, хотя и не стал коммерчески успешным, закрепил за Спрингстином репутацию артиста, высоко ценимого критиками. 
Из-за поэтичности текстов, фолк-рокового звучания таких песен, как «Blinded by the Light» и «For You», а также из-за сотрудничества с Хаммондом и Columbia Records Спрингстина поначалу сравнивали с Диланом. Редактор журнала Crawdaddy Питер Ноблер в марте 1973 года писал о нём: «Он поёт с такой свежестью и энергией, каких я не слышал со времён „Like a Rolling Stone“». Статья сопровождалась фотографиями Эда Галлучи. Crawdaddy стал одним из первых изданий, поддержавших Спрингстина. Ноблер посвятил ему три материала — в 1973, 1975 и 1978 годах. В июне 1976 года музыкант и E Street Band в знак благодарности выступили на закрытом концерте в честь десятилетия журнала в Нью-Йорке.  
Второй альбом Спрингстина, The Wild, the Innocent & the E Street Shuffle, вышел в ноябре 1973 года, всего через одиннадцать месяцев после дебюта. Как и первая пластинка, он получил восторженные отзывы критиков, но не добился большого коммерческого успеха. Однако в нём уже чувствовался рост масштаба. E Street Band отошла от фолковой эстетики в сторону ритм-н-блюза, а тексты Спрингстина стали ещё более романтизированными, обращаясь к образам уличной подростковой жизни. Композиции «4th of July, Asbury Park (Sandy)» и «Incident on 57th Street» быстро стали фаворитами поклонников, а «Rosalita (Come Out Tonight)» и по сей день остаётся одной из самых любимых песен в концертной программе музыканта. По состоянию на июнь 2020 года Спрингстин исполнял её на сцене 809 раз, что делает её девятой по частоте исполнения в его карьере.  

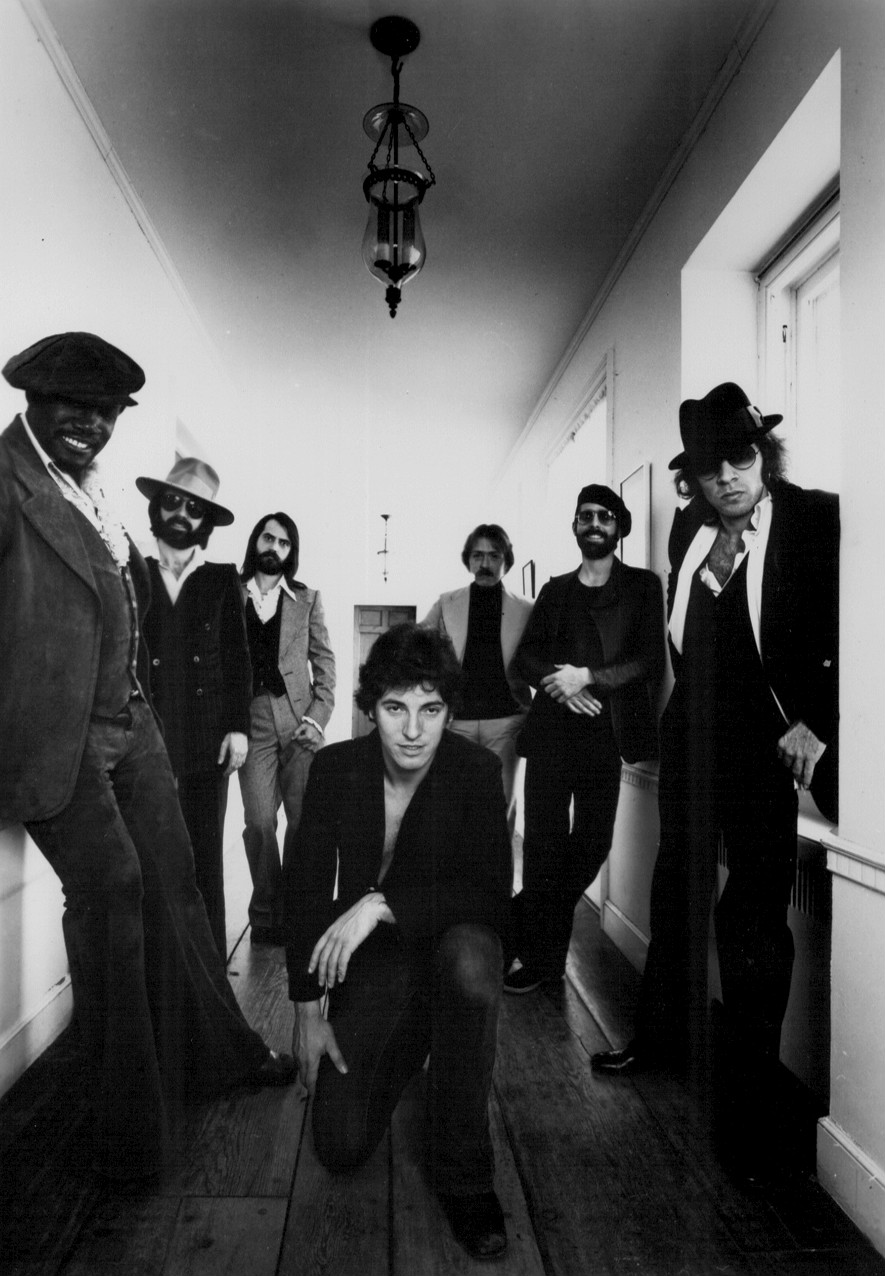
Спрингстин и группа E Street Band, 1977 год

В феврале 1974 года в Асбери-Парке открылся клуб The Stone Pony, где Спрингстин часто выступал. Именно там, несколькими годами позже, в начале 1980-х, он познакомился со своей второй и нынешней женой, Пэтти Скалфой, во время её выступления. Клуб, ставший важной площадкой не только для Спрингстина, но и для Джона Бон Джови, Саутсайда Джонни и других местных музыкантов, добившихся национальной известности, впоследствии был назван «неотъемлемой частью музыкальной истории на протяжении десятилетий».
В мае 1974 года музыкальный критик Джон Ландау, посетив выступление Спрингстина в Harvard Square Theater, написал в бостонской газете The Real Paper: «Я увидел будущее рок-н-ролла, и имя ему — Брюс Спрингстин». К тому моменту они уже были знакомы — за месяц до этого они встретились в Бостоне и быстро сблизились. Вскоре Ландау стал сопродюсером следующего альбома Спрингстина, Born to Run, работа над которым началась в феврале 1975 года. Для Спрингстина этот альбом был последней попыткой добиться коммерческого успеха, и он подошёл к записи с фанатичной одержимостью, стремясь к плотному, насыщенному звучанию, напоминающему «стену звука». Когда Эппел организовал выпуск ранней версии «Born to Run» почти на десятке радиостанций, интерес к выходу альбома возрос.
Процесс записи оказался мучительно долгим — альбому потребовалось более 14 месяцев, причём только на заглавный трек ушло полгода. В разгар работы из E Street Band ушли клавишник Дэвид Сэншес и барабанщик Эрнест Картер, и их места заняли Рой Биттан и Макс Вейнберг. Спрингстин, по его собственным словам, буквально слышал в голове звуки, которые не мог объяснить никому в студии, что приводило его в отчаяние. Ситуацию усложняло и то, что он оказался между двумя продюсерами с противоположными взглядами на звучание альбома. Во время записи «Tenth Avenue Freeze-Out» Стивен Ван Зандт, ещё не являвшийся официальным участником группы, на ходу придумал партии для духовых, когда стало ясно, что заранее подготовленные аранжировки не работают. Вскоре после этого он присоединился к E Street Band.  
Сведение альбома затянулось до 20 июля 1975 года, едва успев завершиться перед началом концертного тура. Однако проблемы на этом не закончились. Когда во время гастролей Спрингстину принесли первый ацетатный диск с мастерингом, он в ярости швырнул его в бассейн отеля, где остановился. Музыкант даже хотел полностью перезаписать альбом в живом исполнении, но Ландау отговорил его. В итоге Спрингстину пришлось утверждать финальный микс прямо в турне — он отверг несколько вариантов, и только в начале августа дал окончательное согласие на выпуск.

### 1975—1983.Born to Run— прорыв к успеху
Альбом Born to Run, вышедший в августе 1975 года, стал настоящим прорывом в карьере Спрингстина, принеся ему мировую известность. Он достиг третьей строчки в чарте Billboard 200 и впоследствии получил семь платиновых сертификаций в США. Синглы «Born to Run» и «Tenth Avenue Freeze-Out» заняли 23-е и 83-е места в Billboard Hot 100 соответственно. Как отмечал автор Луи Мазур, успех альбома во многом был связан с тревогами поколения молодых людей, боявшихся взросления и потери свободы.  
В октябре 1975 года Спрингстин одновременно попал на обложки Time и Newsweek — случай беспрецедентный для музыканта. Однако этот медиа-ажиотаж вызвал обратную реакцию: критики начали сомневаться, действительно ли он гений или просто продукт грамотного пиара звукозаписывающей компании. Спрингстин болезненно воспринял эту волну скепсиса и тяготился внезапной славой. Когда E Street Band приехала в Лондон для первых концертов за пределами Северной Америки, он лично сорвал рекламные постеры в холле Hammersmith Odeon, не желая казаться «раскрученной звездой».  

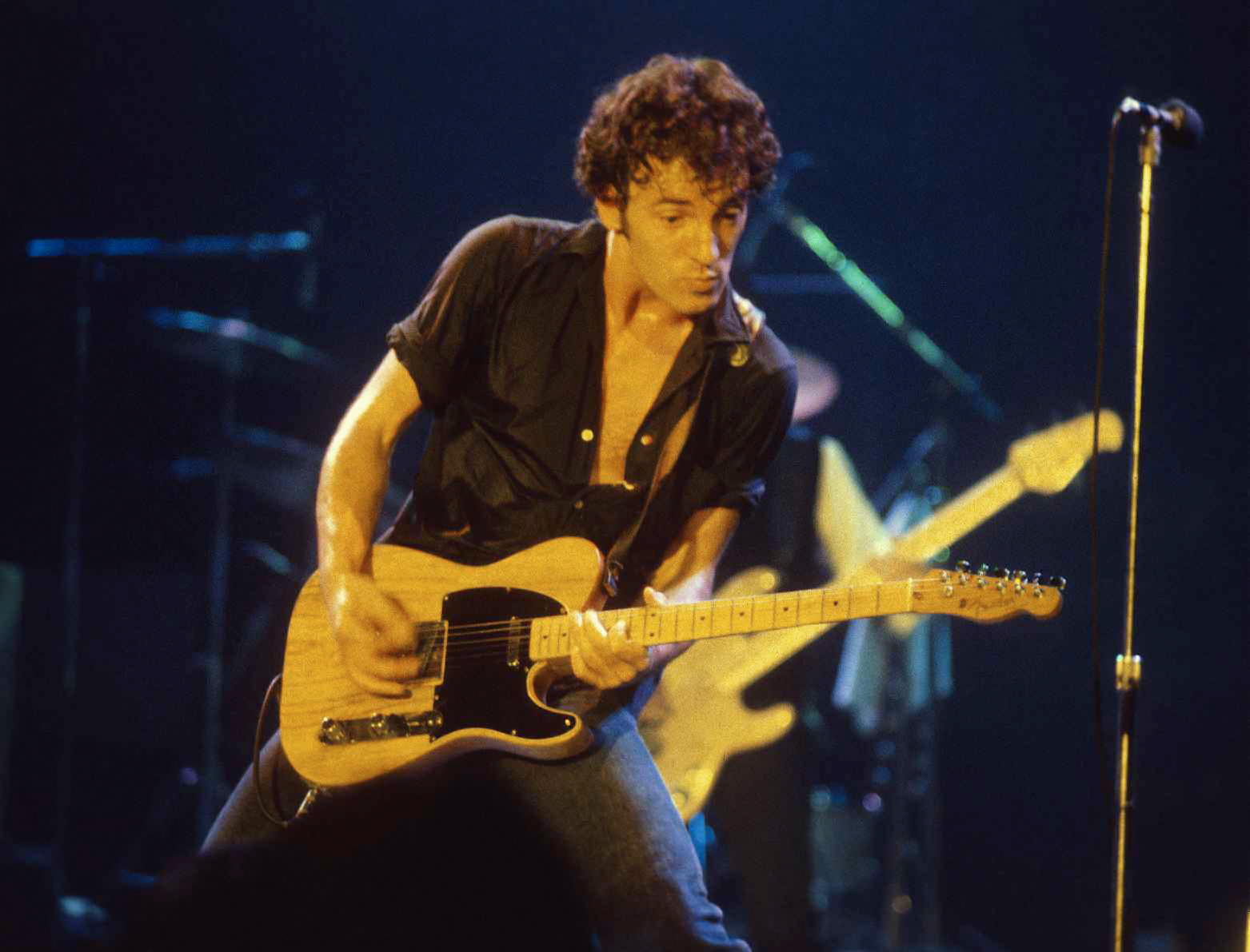
Спрингстин в Нью-Хейвене (Коннектикут), прим. 1977—1978 год

Судебный спор с Эппелом на год лишил Спрингстина возможности записываться, но он не терял времени — гастролировал по США, сохраняя состав группы, и писал новый материал. После урегулирования конфликта в мае 1977 года он вернулся в студию, где за девять месяцев работы с E Street Band создал альбом Darkness on the Edge of Town. В отличие от насыщенного звучания Born to Run, здесь доминировал более жёсткий и лаконичный рок, а тексты рассказывали о людях, борющихся с невзгодами вопреки всему. Выпущенный в июне 1978 года альбом продавался скромнее предыдущего релиза, но продержался в чарте Billboard 167 недель, в итоге разойдясь трёхмиллионным тиражом в США. Синглы «Prove It All Night», «Badlands» и «The Promised Land» не стали хитами, но концертный тур в их поддержку стал самым масштабным на тот момент — шоу длились по три часа и окончательно закрепили за Спрингстином и E Street Band репутацию рок-группы с одними из самых мощных живых выступлений.  
К концу 1970-х песни Спрингстина стали источником хитов для других исполнителей. Manfred Mann's Earth Band добились первого места в США с кавером на «Blinded by the Light», Патти Смит со своей версией «Because the Night» (с переработанным текстом) взлетела на 13-ю позицию, а The Pointer Sisters заняли второе место с кавером на «Fire», которую Спрингстин тогда ещё не выпускал. Он также активно писал для Southside Johnny and the Asbury Jukes, отдав им четыре песни, включая «The Fever» и «Hearts of Stone», и участвуя в создании ещё четырёх совместно со Стивеном Ван Зандтом, продюсером их первых альбомов.
В сентябре 1979 года Спрингстин и E Street Band присоединились к движению музыкантов против ядерной энергетики, выступив на двух концертах в Madison Square Garden. В сокращённом сет-листе они впервые исполнили две песни из готовящегося альбома. Концертный альбом No Nukes и документальный фильм «Без ядерного оружия», вышедший следующим летом, стали первыми официальными записями, запечатлевшими легендарные живые выступления Спрингстина, а также обозначили его первые шаги в сторону общественно-политической активности. Работа над пятым альбомом, The River, растянулась на полтора года. Двадцатипесенный двойной альбом стал попыткой передать энергию концертных выступлений E Street Band, сочетая зажигательные рок-н-ролльные композиции с проникновенными балладами. Выпущенная в октябре 1980 года пластинка стала самым успешным на тот момент альбомом Спрингстина, дебютировав на первом месте в американском чарте Billboard. Сингл «Hungry Heart» стал его первым треком в первой десятке хит-парада, добравшись до пятой позиции, а «Fade Away» достиг 20-го места. 
Некоторые песни с The River наметили творческое направление, которое Спрингстин развил в следующей работе — минималистическом акустическом альбоме Nebraska, выпущенном в сентябре 1982 года. Изначально эти песни были записаны как демо на портативный четырёхдорожечный магнитофон в его доме в Колтс-Нек (Нью-Джерси), с расчётом позже перезаписать их с E Street Band. Однако после неудачных пробных сессий Спрингстин решил выпустить сырые домашние записи в оригинальном виде. Альбом, пронизанный мрачными историями о тяготах жизни рабочих, отчаявшихся преступниках и уличном насилии, резко контрастировал с предшествующими работами.  

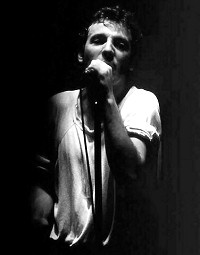
Спрингстин в Осло, 1981 год

Несмотря на скромные по сравнению с предыдущими альбомами продажи (хотя он и достиг третьего места в чарте Billboard), Nebraska вызвал восторженные отзывы критиков, оценивших его как смелый и глубоко личный художественный жест. Этот эксперимент с минималистичным звучанием и мрачным повествованием показал, что Спрингстин готов рисковать, отказываясь от формул коммерческого успеха в пользу творческой искренности.

### 1984—1986.Born in the U.S.A.— пик популярности
В 1984 году Спрингстин выпустил альбом Born in the U.S.A., который разошелся тиражом в 30 миллионов копий по всему миру и вошел в число самых продаваемых пластинок в истории музыки. Семь синглов с этого альбома попали в топ-10 чартов, что свидетельствовало о его невероятной популярности. Однако за громким успехом скрывался глубокий и горький подтекст: заглавная композиция, звучавшая как победный гимн, на самом деле была резкой критикой в адрес общества, бросившего ветеранов Вьетнама на произвол судьбы. Среди этих ветеранов были и друзья Спрингстина. Текст песни, если вдуматься, не оставлял сомнений в её истинном посыле, но мощная, почти маршевая музыка и само название вводили многих в заблуждение — от рядовых слушателей до политиков. Люди слышали только бодрый припев, который можно было трактовать по-разному, и зачастую воспринимали песню как патриотический манифест, хотя на деле она была яростным протестом в защиту прав простого рабочего человека.  
Эта двусмысленность привела к неожиданным последствиям. В разгар президентской кампании 1984 года консервативный колумнист Джордж Уилл посетил концерт Спрингстина и затем написал восторженную статью, восхваляющую трудолюбие музыканта. А спустя шесть дней после публикации действующий президент Рональд Рейган, выступая на митинге в Хаммонтоне, штат Нью-Джерси, неожиданно процитировал песню, заявив: «Будущее Америки зиждется на тысячах мечтаний в ваших сердцах. Оно зиждется на послании надежды, которое звучит в песнях человека, которым восхищаются столь многие молодые американцы — уроженца Нью-Джерси Брюса Спрингстина». Однако музыкант, чьё творчество было далеко от риторики республиканской администрации, ответил на это с иронией. Двумя днями позже, во время концерта в Питтсбурге, он обратился к залу: «Что ж, президент упомянул меня в своей речи на днях, и мне стало интересно — какой же мой альбом ему больше всего нравится? Думаю, вряд ли „Небраска“. Вряд ли он слушал вот эту песню». После чего заиграл «Johnny 99», мрачную балладу о закрывающихся фабриках и отчаявшихся преступниках, чьи судьбы ломались под гнетом экономических неурядиц. 

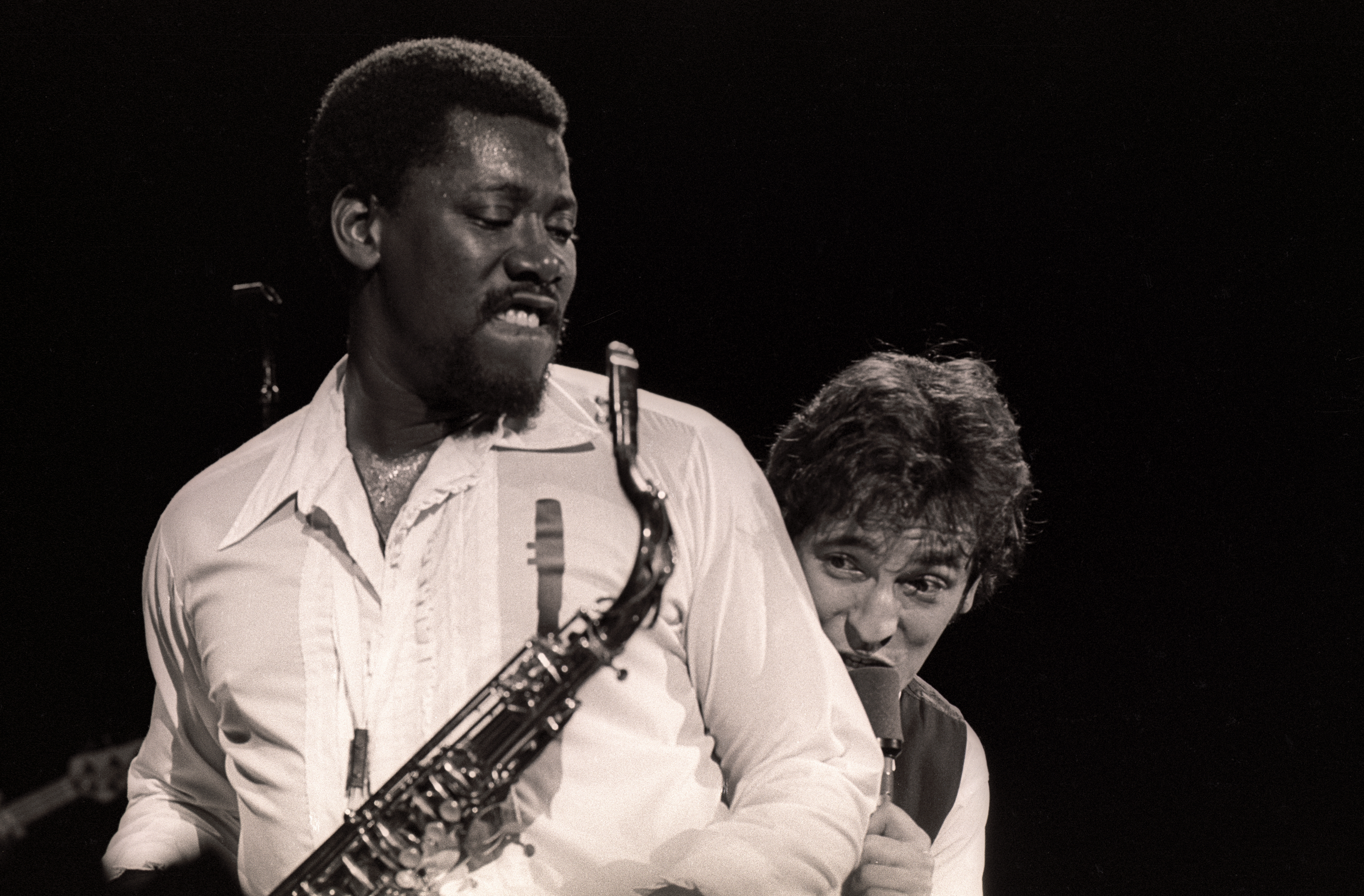
Спрингстин и участник группы E Street Band Кларенс Клемонс в Мэдисоне (Висконсин)

Сингл «Dancing in the Dark» стал самым успешным из семи хитов альбома, достигнув второй строчки в чарте Billboard. Клип на эту песню, в котором молодую актрису Кортни Кокс пригласили потанцевать на сцене со Спрингстином, стал для неё трамплином в актёрскую карьеру. Другая композиция с альбома, «Cover Me», изначально предназначалась для Донны Саммер, но лейбл уговорил музыканта оставить её для себя. Будучи поклонником творчества Саммер, Спрингстин всё же написал для неё другую песню — «Protection». Видеоклипы к песням с Born in the U.S.A. снимали такие режиссёры, как Брайан Де Пальма и Джон Сэйлз.  
В 1985 году Спрингстин принял участие в записи благотворительного сингла «We Are the World», а его кавер на песню Джимми Клиффа «Trapped», вошедший в одноимённый сборник, занял первое место в рок-чарте Billboard и периодически проигрывался на популярных радиостанциях. 
Эпоха Born in the U.S.A. стала пиком популярности Спрингстина. Его музыка звучала повсюду, а аудитория расширилась до невероятных масштабов, отчасти благодаря танцевальным ремиксам Артура Бейкера, выпущенным на три сингла с альбома. Летом 1985 года все семь альбомов музыканта одновременно попали в британский хит-парад — такого раньше не случалось ни с одним исполнителем.  
В конце 1986 года вышел масштабный концертный сборник Live/1975–85 — бокс-сет из пяти виниловых пластинок (а также трёх кассет или трёх компакт-дисков). Он дебютировал на первом месте американского чарта, став первым в истории бокс-сетом, добившимся такого результата, и со временем разошёлся тиражом в 13 миллионов копий, войдя в число самых продаваемых концертных альбомов всех времён. В тот же период начали появляться первые фан-журналы, посвящённые Спрингстину, включая издание Backstreets.

### 1987—1991.Tunnel of Love
В октябре 1987 года Спрингстин выпустил Tunnel of Love, который отличался куда более сдержанным и вдумчивым звучанием по сравнению с его предыдущими работами. Этот альбом стал зрелым размышлением о любви во всех её проявлениях — обретённой, утраченной и растраченной впустую. В отличие от масштабного звучания Born in the U.S.A., здесь E Street Band участвовала лишь выборочно, что придало композициям более камерное и интроспективное звучание. Несмотря на то что пластинка не повторила коммерческого успеха предыдущего релиза, она всё же возглавила американский хит-парад Billboard 200, подтвердив статус Спрингстина как одного из ключевых музыкантов своего времени.  

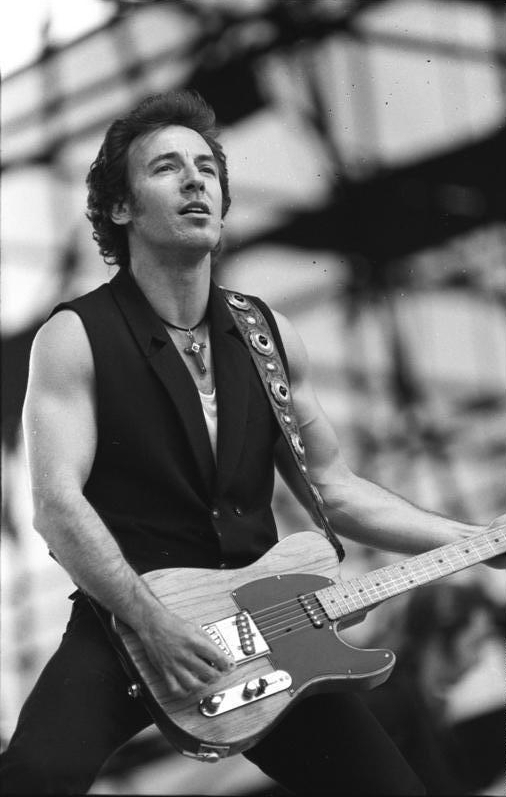
Выступление Спрингстина в ходе Tunnel of Love Express Tour в Восточном Берлине, июль 1988 года

19 июля 1988 года Спрингстин дал концерт в Восточном Берлине, собравший около 300 тысяч зрителей. Это выступление позже было названо журналистом Эриком Киршбаумом «самым важным рок-концертом в истории». Власти ГДР, действуя через молодёжное крыло правящей Социалистической единой партии, организовали этот концерт, чтобы умерить недовольство молодёжи, стремившейся к свободе и западной культуре. Однако, по мнению Киршбаума, эффект оказался обратным: вдохновлённые энергией и откровенными текстами Спрингстина, слушатели ещё сильнее ощутили жажду перемен, что в конечном итоге способствовало падению Берлинской стены год спустя.  
Позже в том же году Спрингстин возглавил мировой тур Human Rights Now! в поддержку организации Amnesty International, выступая за права человека по всему миру. А уже в октябре 1989-го, после многих лет совместной работы, он объявил о роспуске E Street Band, завершив таким образом важную главу своей музыкальной карьеры.

### 1992—1998. «Оскар» за саундтрек иGreatest Hits
В 1992 году Спрингстин, рискуя столкнуться с недовольством фанатов, которые могли обвинить его в том, что он «продался Голливуду», переехал в Лос-Анджелес и записал два альбома одновременно — Human Touch и Lucky Town, работая с сессионными музыкантами вместо E Street Band. Этот шаг вызвал неоднозначную реакцию: хотя оба альбома демонстрировали его неизменный талант к сочинению песен, многие поклонники сочли их звучание слишком гладким и лишённым прежней энергии.  
Неудачным оказалось и его выступление в рамках акустического шоу MTV Unplugged, которое позже было выпущено в рамках концертного альбома In Concert/MTV Plugged. Вместо ожидаемого камерного акустического звучания Спрингстин выбрал электрический состав, что нарушило дух программы и разочаровало как зрителей, так и критиков. Этот эпизод лишь усилил недовольство фанатов, уже скептически настроенных после его ухода от классического звучания E Street Band.  
Однако в 1994 году Спрингстин вновь доказал свою творческую состоятельность, получив «Оскар» за песню «Streets of Philadelphia», написанную для фильма «Филадельфия». Трогательная, проникновенная композиция, сопровождавшаяся новаторским клипом (где вокал Спрингстина был записан скрытым микрофоном поверх заранее подготовленной инструментальной дорожки), не только стала одним из его главных хитов, но и привлекла внимание к проблемам людей, живущих с ВИЧ. Этот приём, впервые опробованный ещё в клипе «Brilliant Disguise», позволил передать живую эмоцию, сделав исполнение ещё более искренним.  

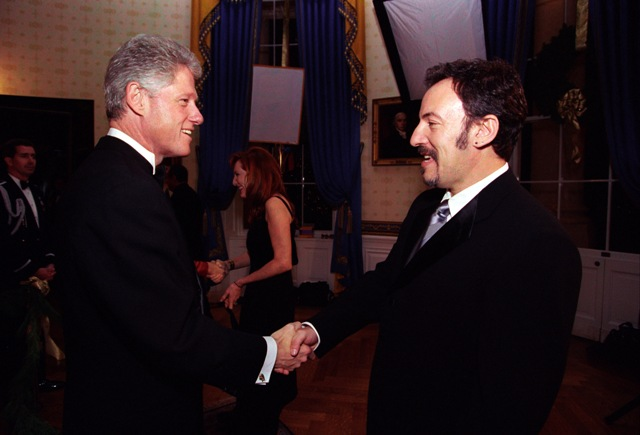
Спрингстин (справа) с президентом Биллом Клинтоном, 1997 год

Год спустя, после кратковременного воссоединения E Street Band для записи нескольких новых песен к сборнику Greatest Hits (этот процесс был запечатлён в документальном фильме Blood Brothers) и концерта в Нью-Йорке, Спрингстин выпустил акустический фолк-альбом The Ghost of Tom Joad. Он был вдохновлён романом Джона Стейнбека «Гроздья гнева» и книгой «Путешествие в никуда: история нового низшего класса» писателя Дейла Махариджа и фотографа Майкла Уильямсона. Альбом, однако, был встречен прохладнее, чем Nebraska: критики отмечали его излишнюю политизированность, монотонность мелодий и «гнусавый» вокал. Тем не менее, многие оценили его социальную значимость — Спрингстин дал голос иммигрантам и маргиналам, о которых редко говорят в массовой культуре. Последовавший за релизом акустический тур Ghost of Tom Joad Tour, проходивший в небольших залах по всему миру, потребовал от публики почти монастырской тишины: артист не раз прерывал зрителей, требуя прекратить аплодисменты и разговоры во время исполнения песен.  
После этого тура Спрингстин с семьёй вернулся из Калифорнии в Нью-Джерси. В 1998 году он выпустил масштабный бокс-сет Tracks, состоявший из четырёх дисков ранее не издававшихся записей. Позже он сам признавал, что 1990-е стали для него «потерянным десятилетием»: «Я мало работал. Некоторые скажут, что это была не лучшая моя работа». 

### 1999—2007.The Rising,Devils & Dustи другие релизы
В 1999 году Брюс Спрингстин был включён в Зал славы рок-н-ролла, и церемонию его введения провёл Боно, лидер группы U2. Спустя шесть лет Спрингстин ответил ему тем же, когда настал черёд ирландского музыканта получить эту почётную награду. В том же 1999 году Спрингстин вновь собрал ансамбль E Street Band и отправился в масштабный тур Reunion Tour, продлившийся больше года. Особого внимания заслуживали его концерты в Нью-Джерси, где музыканты установили рекорд, отыграв 15 аншлаговых выступлений на арене Continental Airlines, а также серия из десяти распроданных шоу в нью-йоркском Madison Square Garden. Однако не обошлось без скандала: новая песня Спрингстина «American Skin (41 Shots)», посвящённая убийству Амаду Диалло полицейскими, вызвала бурную общественную дискуссию.  

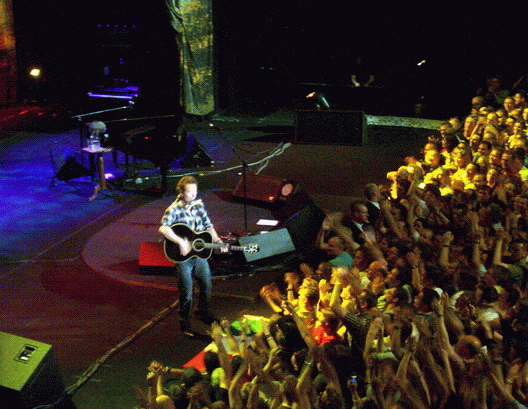
Гитарное соло Спрингстина в ходе Devils & Dust Tour во Франкфурте, 2005 год

Три года спустя Спрингстин выпустил The Rising — первый за 18 лет студийный альбом, записанный с полным составом E Street Band под продюсерством Брендана О’Брайена. Эта работа, вдохновлённая трагическими событиями 11 сентября, была тепло встречена как критиками, так и слушателями. Заглавный трек активно крутили на радио, а сам диск стал самым продаваемым альбомом Спрингстина за полтора десятилетия. Тур в его поддержку начался с неожиданного выступления на шоу Today в Асбери-Парке, после чего музыканты отправились в масштабное турне по США и Европе, давая по одному концерту в каждом городе. Особенно впечатляющей стала серия из десяти аншлаговых концертов на Giants Stadium в Нью-Джерси.  
На 45-й церемонии вручения премии «Грэмми» в 2003 году The Rising получил награду в категории «Лучший рок-альбом» и был номинирован как «Альбом года». Песня «The Rising» также принесла Спрингстину две статуэтки — за «Лучшее мужское вокальное рок-исполнение» и «Лучшую рок-песню» — и попала в список претендентов на звание «Песни года». Во время церемонии Спрингстин вместе с Элвисом Костелло, Дэйвом Гролом, Стивеном Ван Зандтом из E Street Band и басистом No Doubt Тони Канэлом исполнил «London Calling» The Clash в память о Джо Страммере. Годом позже Спрингстин и его группа присоединились к туру Vote for Change, организованному в поддержку политических перемен. В этом масштабном проекте также участвовали Джон Мелленкамп, Джон Фогерти, Dixie Chicks, Pearl Jam, R.E.M., Bright Eyes, Dave Matthews Band, Джексон Браун и другие известные музыканты.
В апреле 2005 года Спрингстин выпустил сольный альбом Devils & Dust — камерную, преимущественно акустическую работу, выдержанную в духе его более ранних записей Nebraska и The Ghost of Tom Joad. Часть материала была написана ещё десять лет назад, во время или сразу после тура в поддержку The Ghost of Tom Joad, и некоторые из этих песен даже исполнялись на концертах, но до релиза так и не дошли. Заглавный трек альбома затрагивал тему переживаний простого солдата, оказавшегося втянутым в войну в Ираке. Пластинка заняла первые строчки хит-парадов в десяти странах, а её презентация сопровождалась сольным туром, в котором Спрингстин выступал как на небольших площадках, так и на крупных аренах. Однако, в отличие от прежних лет, билеты на некоторые концерты раскупались не так активно, особенно в США, хотя в Европе интерес публики оставался неизменно высоким.  

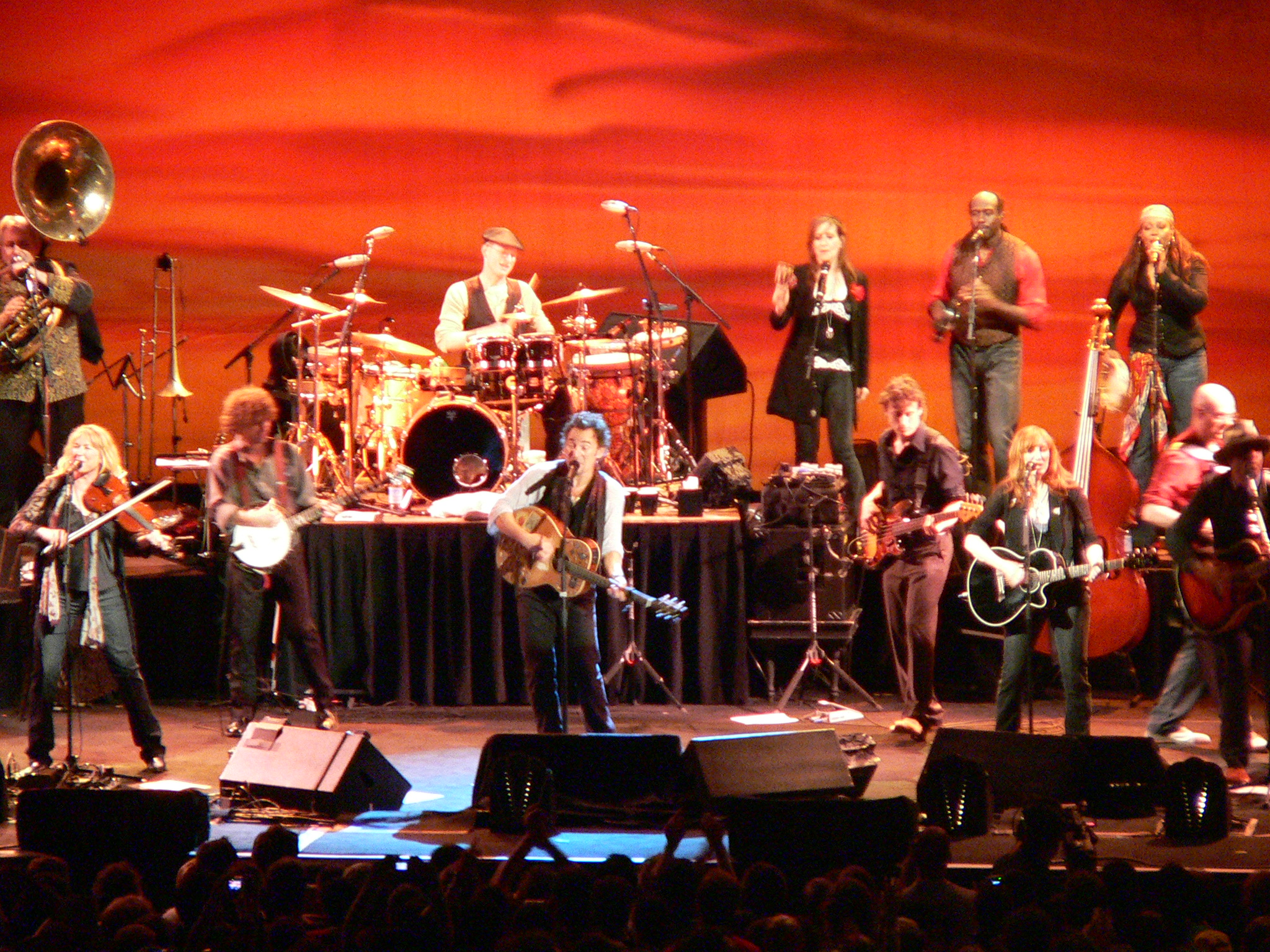
Спрингстин и коллектив Sessions Band в Милане, 2006 год

В апреле 2006 года, Спрингстин представил альбом We Shall Overcome: The Seeger Sessions — дань уважения американской фолк-музыке и творчеству Пита Сигера, чьи песни, пронизанные духом социального протеста, были переосмыслены в аранжировках с элементами блюза, госпела и кантри. В том же месяце стартовал тур в поддержку пластинки, в котором Спрингстина сопровождал 18-музыкантовый коллектив, получивший название Seeger Sessions Band (позже сокращённое до Sessions Band). В Европе концерты прошли с оглушительным успехом, собирая аншлаги и восторженные отзывы критиков, однако в США ряд выступлений оказался не столь посещаемым, что не осталось незамеченным в прессе.  
Осенью 2007 года Спрингстин вернулся к сотрудничеству с E Street Band, выпустив альбом Magic, в который вошли десять новых песен, а также ранее исполнявшаяся с Sessions Band композиция «Long Walk Home» и скрытый трек — «Terry's Song», посвящённый памяти Терри Мэговерна, многолетнего ассистента музыканта, скончавшегося в июле того же года. Этот альбом, ставший первым за долгое время студийным релизом с участием легендарного коллектива, дебютировал на вершине чартов в США, Великобритании и Ирландии. Тур Magic Tour, последовавший за его выходом, стал первым совместным туром Спрингстина и E Street Band с 2003 года и, как оказалось, последним для клавишника Дэнни Федеричи, ушедшего из жизни в 2008 году.

### 2008—2011. Участие в политической жизни, Супербоул XLIII и премия Кеннеди-центра
В 2008 году Спрингстин активно поддержал предвыборную кампанию Барака Обамы, выступая с акустическими концертами в его пользу. Кульминацией этой поддержки стал митинг 2 ноября, где Спрингстин впервые исполнил новую песню «Working on a Dream» дуэтом с женой Пэтти Скалфой. После победы Обамы на выборах 4 ноября именно композиция «The Rising» прозвучала первой на праздновании в чикагском Грант-парке сразу после речи избранного президента. А 18 января 2009 года Спрингстин открыл инаугурационный концерт в Вашингтоне, собравший более 400 тысяч зрителей. В тот вечер он исполнил «The Rising» в сопровождении женского хора, а затем вместе с Питом Сигером представил новое прочтение классической народной песни Вуди Гатри «This Land Is Your Land».  
Ещё до инаугурации, 11 января, Спрингстин получил «Золотой глобус» за песню «The Wrestler», написанную для картины Даррена Аронофски «Рестлер». Музыкант создал эту композицию бесплатно, после того как получил трогательное письмо от Микки Рурка, исполнившего главную роль в фильме.  
1 февраля 2009 года Спрингстин впервые согласился выступить на шоу в перерыве Супербоула (ранее он не раз отказывался от подобных предложений). За несколько дней до игры он дал редчайшую пресс-конференцию, пообещав зрителям «двенадцатиминутную вечеринку» — и сдержал слово. Вместе с E Street Band и группой Miami Horns он за 12 минут 45 секунд взорвал стадион укороченными версиями хитов «Tenth Avenue Freeze-Out», «Born to Run», «Working on a Dream» и «Glory Days», в последней из которых даже адаптировал текст под футбольную тематику. Позже Спрингстин признался, что этот месяц стал, пожалуй, самым насыщенным в его жизни.  
В конце января вышел альбом Working on a Dream, посвящённый памяти Дэнни Федеричи, а весной начался масштабный тур в его поддержку. Завершился он пятью концертами на Giants Stadium, где Спрингстин впервые исполнил новую песню «Wrecking Ball» — оду этому легендарному стадиону и своим нью-джерсийским корням.  
6 декабря 2009 года Спрингстин был удостоен премии Центра Кеннеди — одной из высших культурных наград США. На церемонии президент Обама произнёс речь, отметив, что музыкант сумел в своих песнях отразить жизнь простых американцев, а его концерты стали не просто шоу, а настоящим «причастием». В честь Спрингстина выступили Мелисса Этеридж, Бен Харпер, Джон Мелленкамп, Дженнифер Неттлз, Стинг и Эдди Веддер.  
Под занавес 2000-х журнал Rolling Stone включил Спрингстина в список «восьми главных артистов десятилетия», а его туры заняли четвёртое место по кассовым сборам за этот период.  
18 июня 2011 года ушёл из жизни Кларенс Клемонс — легендарный саксофонист E Street Band, чьё мощное звучание и харизма стали неотъемлемой частью сценического образа Спрингстина. Его смерть, наступившая из-за осложнений после инсульта, стала огромной потерей не только для группы, но и для всего мира рок-музыки.

### 2012—2018. Автобиография и шоу на Бродвее

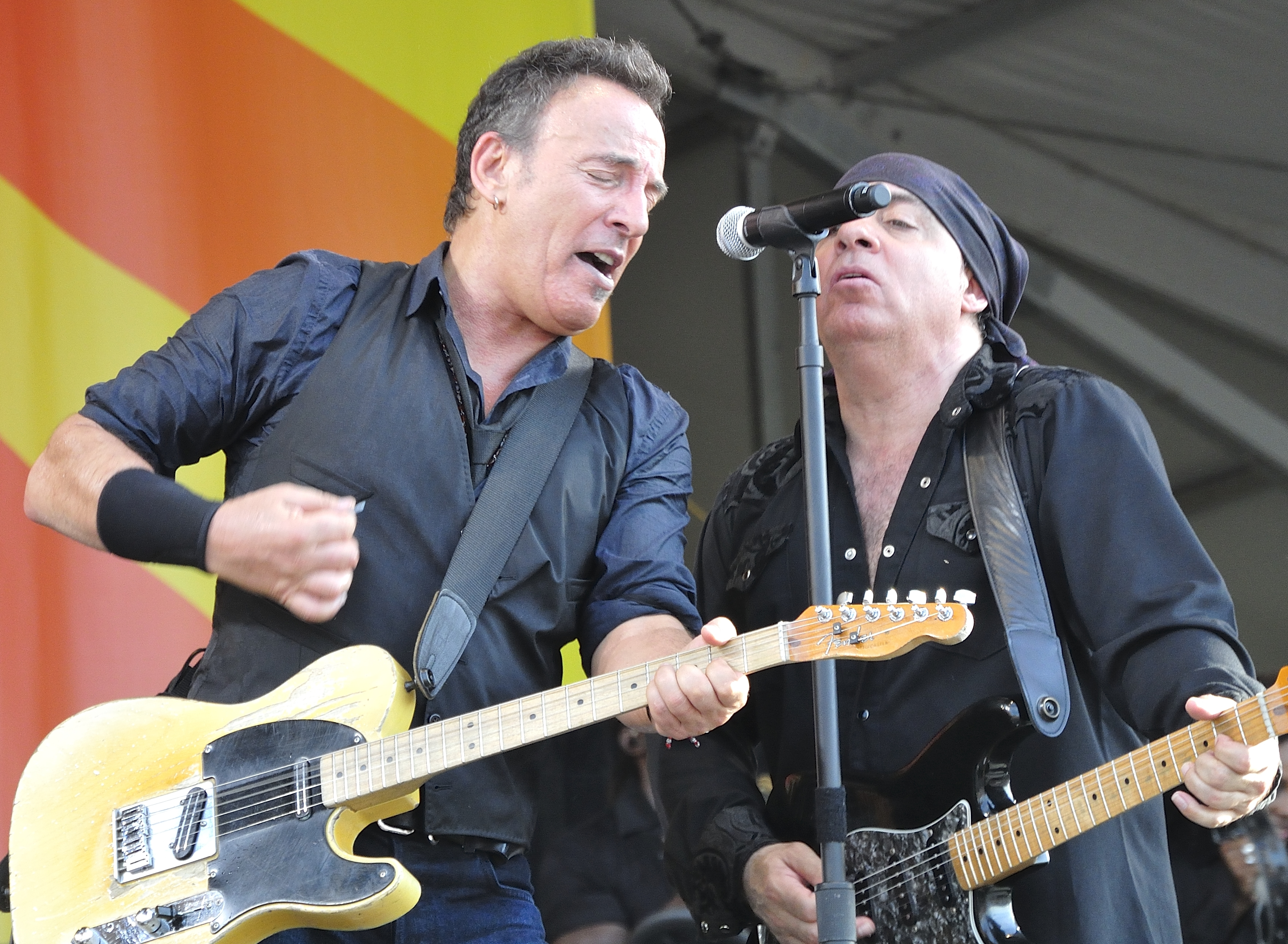
Спрингстин и Стивен Ван Зандт на фестиваль джаза и культурного наследия в Новом Орлеане, 2012 год

В марте 2012 года Спрингстин выпустил семнадцатый студийный альбом под названием Wrecking Ball, состоящий из одиннадцати композиций, а также двух бонус-треков. В альбом вошли три песни, ранее доступные только в живом исполнении: заглавный трек «Wrecking Ball», «Land of Hope and Dreams» и «American Land». Этот релиз стал для Спрингстина десятым альбомом, возглавившим американские чарты, благодаря чему он сравнялся с Элвисом Пресли по количеству первых мест в рейтингах, уступив лишь The Beatles (19 альбомов) и Jay-Z (12 альбомов). Вскоре после выхода пластинки музыкант отправился в концертный тур в её поддержку, и 31 июля 2012 года в Хельсинки он установил личный рекорд, выступив с самым продолжительным в своей карьере шоу — четыре часа и шесть минут, в течение которых прозвучали 33 песни.  
В том же году Спрингстин активно участвовал в предвыборной кампании Обамы, поддерживая его переизбрание на пост президента США. Он выступал на митингах в Огайо, Питтсбурге, Айове, Виргинии и Висконсине, где исполнял акустические композиции, включая новую песню «Forward», написанную специально для этих событий.  
По итогам года Wrecking Ball Tour был признан самым посещаемым туром по версии Billboard Touring Awards, уступив лишь гастролям Роджера Уотерса по финансовым показателям. Сам Спрингстин занял второе место в списке самых высокооплачиваемых музыкантов 2012 года с доходом в $33,44 млн, пропустив вперед только Мадонну. Альбом Wrecking Ball и сингл «We Take Care of Our Own» получили три номинации на премию «Грэмми»: «Лучшее рок-исполнение», «Лучшая рок-песня» и «Лучший рок-альбом». Журнал Rolling Stone включил пластинку на первую строчку в своём списке 50 лучших альбомов года.  
В конце июля 2013 года состоялась премьера документального фильма «Спрингстин и я», снятого режиссёром Бейли Уолшем при участии продюсера Ридли Скотта. Картина была показана одновременно в кинотеатрах более чем 50 стран, включая трансляцию в 2000 кинозалов по всему миру.

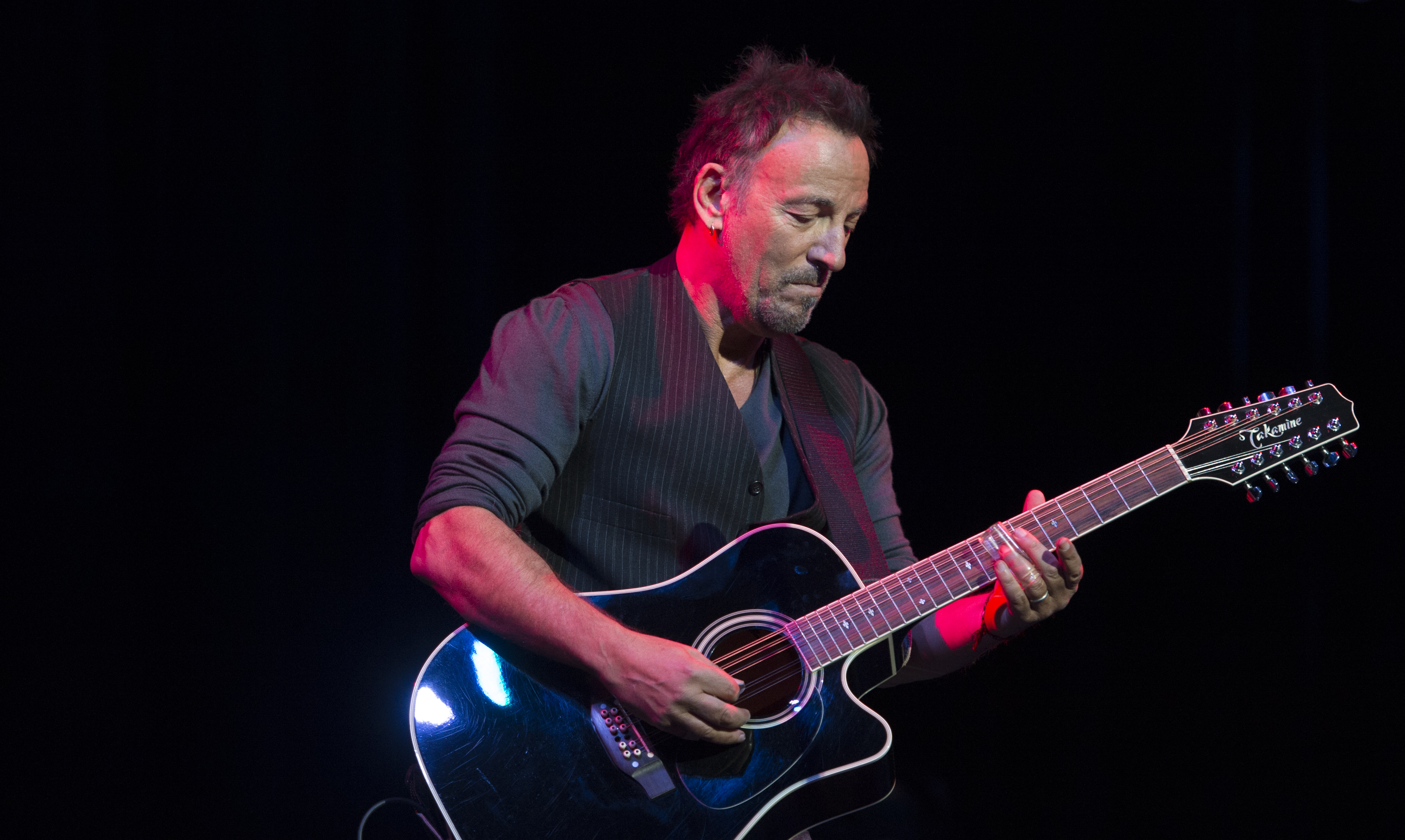
Спрингстин на фестивале Stand Up for Heroes, 2014 год

В январе 2014 года Спрингстин представил альбом High Hopes, в который вошли как кавер-версии, так и переработанные ранее не издававшиеся треки, а также новые аранжировки старых песен. Это первый его альбом, полностью состоящий из такого материала. Заглавный трек — обновлённая версия композиции «High Hopes», записанной ещё в 1995 году. В работе над пластинкой участвовали нынешние участники E Street Band, а также использованы записи с участием ушедших из жизни Кларенса Клемонса и Дэнни Федеричи. Альбом стал одиннадцатым в карьере Спрингстина, возглавившим американский чарт, и десятым — британский. Журнал Rolling Stone включил High Hopes на вторую строчку в списке лучших альбомов года (первое досталось Songs of Innocence U2). 
Тогда же Спрингстин впервые попробовал себя в актёрской роли, появившись в финальном эпизоде третьего сезона сериала «Лиллехаммер», который продюсировал его давний соратник Стивен Ван Зандт. Эпизод получил название «Loose Ends» — в честь песни Спрингстина из сборника Tracks.  
6 августа 2015 года музыкант выступил в финальном выпуске The Daily Show с Джоном Стюартом, исполнив «Land of Hope and Dreams» и «Born to Run» в качестве прощального «Момента дзена» для ведущего. В октябре, к 35-летию альбома The River, Спрингстин анонсировал бокс-сет The Ties That Bind: The River Collection, выпущенный 4 декабря. В него вошли четыре диска (включая множество ранее не издававшихся песен), три DVD (или Blu-ray) и иллюстрированная книга на 148 страниц. В ноябре того же года он вместе с Джоном Леджендом исполнил «American Skin (41 Shots)» на благотворительном концерте Shining a Light: A Concert for Progress on Race in America. А 19 декабря Спрингстин впервые с 2002 года появился на Saturday Night Live, где сыграл «Meet Me in the City», «The Ties That Bind» и рождественский хит «Santa Claus Is Comin' to Town».  

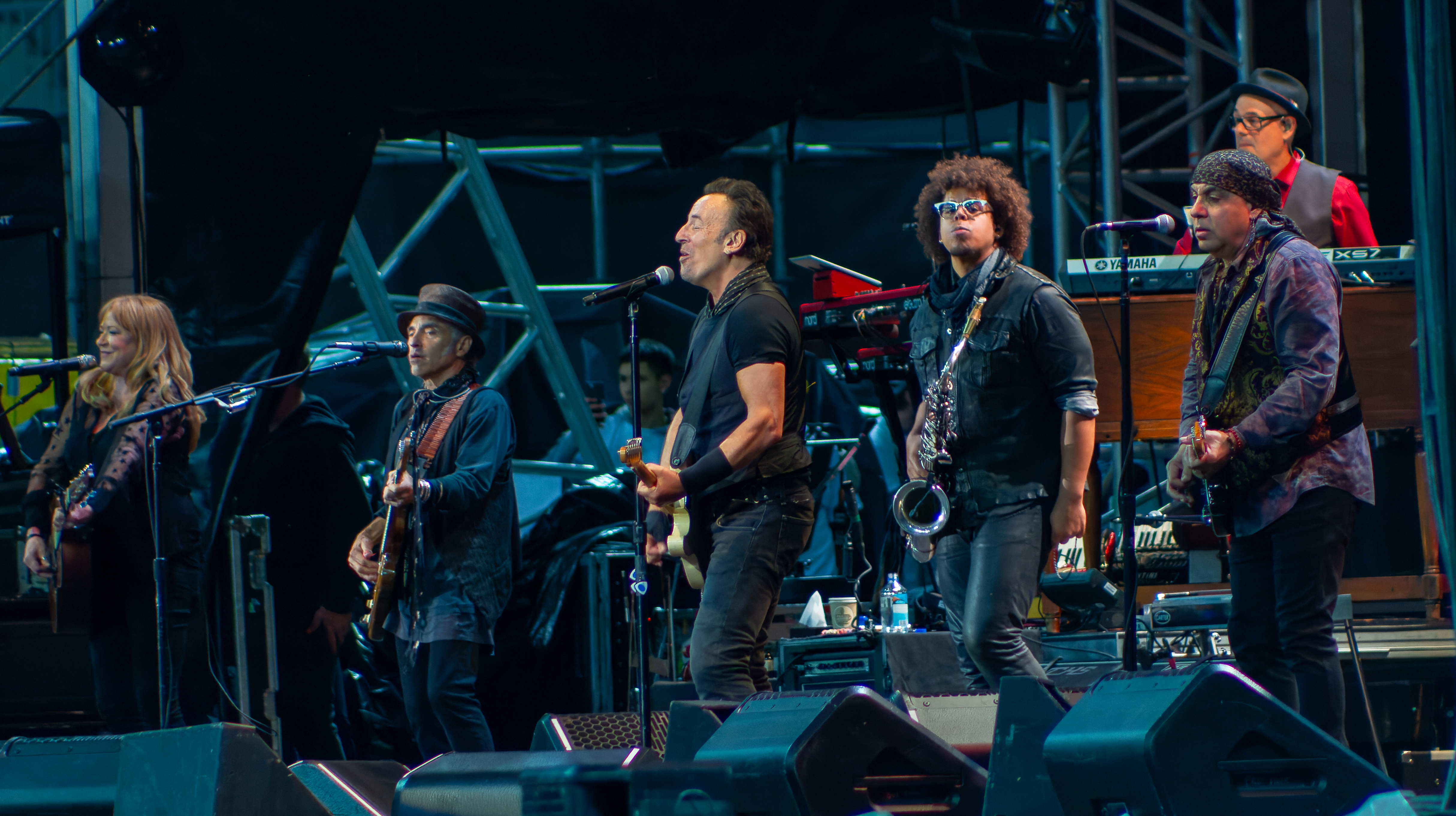
Спрингстин и группа E Street Band на стадионе «Уэмбли», 2016 год

В январе 2016 года стартовал The River Tour 2016, приуроченный к выходу бокс-сета. На всех концертах первого этапа тура в Северной Америке Спрингстин и группа исполняли альбом The River целиком, в оригинальной последовательности, дополняя сет-лист другими композициями из своего репертуара. Все выступления были записаны и стали доступны для покупки. В апреле музыкант присоединился к бойкоту Северной Каролины из-за принятого там закона, ограничивающего права трансгендерных людей, став одним из первых артистов, отменивших концерты в этом штате.
В сентябре 2016 года вышел сборник Chapter and Verse, охватывающий творчество Спрингстина с 1966 года, а одновременно с ним — его автобиография Born to Run объемом в 500 страниц, изданная Simon & Schuster. Книга мгновенно взлетела на вершину списка бестселлеров The New York Times.  

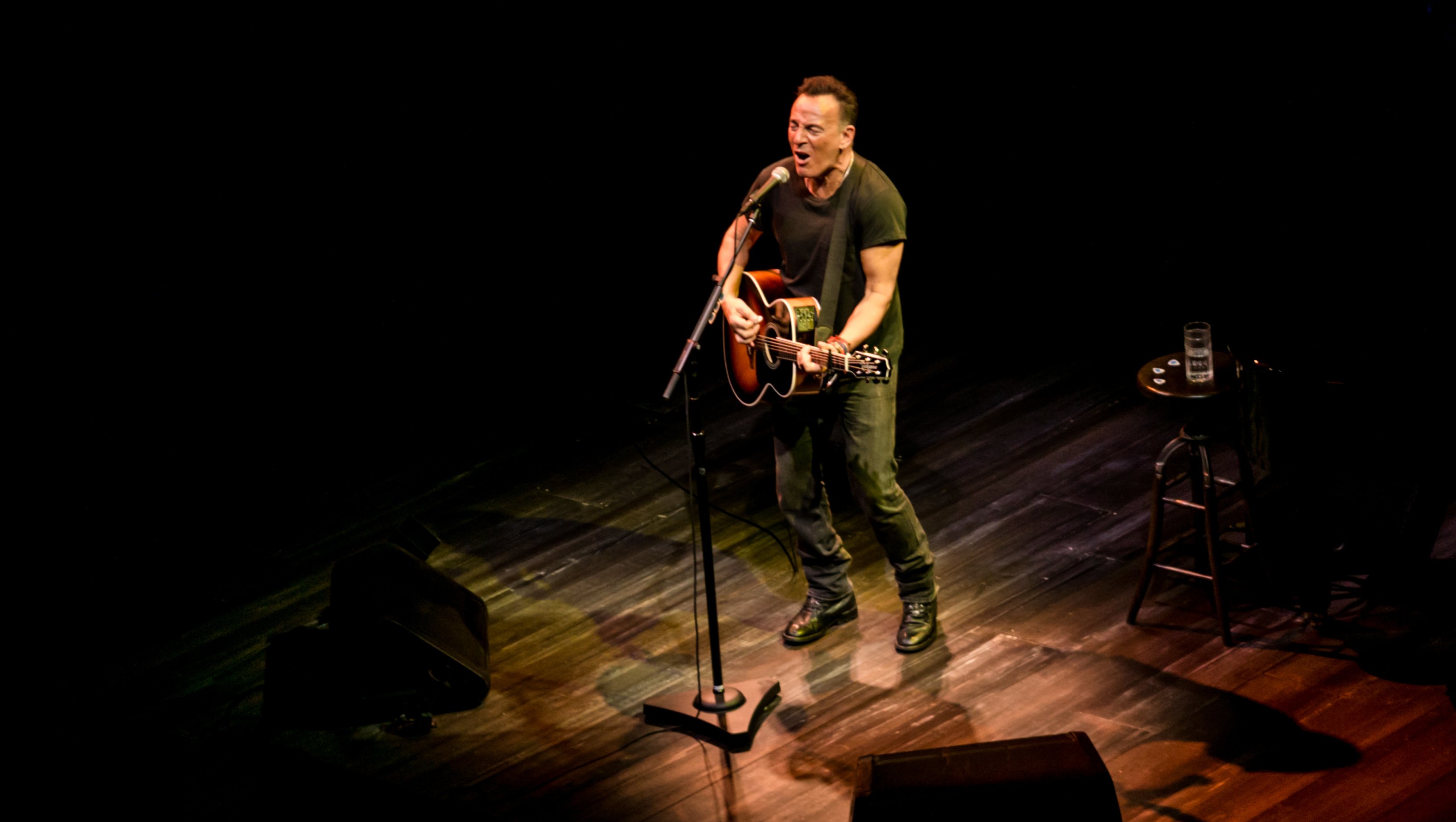
Спрингстин во время выступления на шоу Springsteen on Broadway, 2017 год

7 сентября того же года на стадионе Citizens Bank Park в Филадельфии Спрингстин установил личный рекорд, отыграв самый продолжительный концерт в США — четыре часа и четыре минуты. The River Tour 2016 стал самым кассовым туром года в мире, собрав $268,3 млн и обогнав даже тур Тейлор Свифт 2015 года ($250,1 млн).  
Накануне президентских выборов 2016 года Спрингстин поддержал Хиллари Клинтон, выступив на её митинге в Филадельфии с акустическим сетом из песен «Thunder Road», «Long Walk Home» и «Dancing in the Dark». 22 ноября Обама вручил ему Президентскую медаль Свободы — одну из высших гражданских наград США. В январе 2017-го, за два дня до прощального обращения Обамы на посту президента, Спрингстин вместе с супругой дал приватный акустический концерт из 15 песен в Восточной комнате Белого дома.  
В июне 2017 года было объявлено о бродвейском шоу Springsteen on Broadway — моноспектакле, в ходе которого музыкант читал отрывки из своей автобиографии, перемежая их воспоминаниями и песнями. Первоначально планировалось, что шоу пройдет с октября по ноябрь 2017 года в театре Уолтера Керра, но из-за ажиотажа его трижды продлевали, и последнее выступление состоялось только 15 декабря 2018 года. За эту постановку Спрингстин получил специальную премию «Тони» в 2018 году. В декабре того же года вышел концертный альбом Springsteen on Broadway, попавший в топ-10 более чем в десяти странах и добравшийся до 11-го места в американском чарте.

### 2019—2021.Western Stars
В июне 2019 года вышел девятнадцатый студийный альбом Спрингстина Western Stars, вдохновлённый звучанием калифорнийского поп-рока 1970-х. Пластинка получила восторженные отзывы критиков, отметивших её кинематографичность и лирическую глубину. 23 июля того же года стало известно, что на кинофестивале в Торонто состоится премьера одноимённого фильма-концерта, снятого Спрингстином совместно с его постоянным соратником Томом Зимни. Картина, вышедшая в широкий прокат в октябре, запечатлела исполнение песен с альбома в сопровождении оркестра перед небольшой аудиторией. Одновременно с фильмом был выпущен саундтрек Western Stars – Songs from the Film.  
29 мая 2020 года, во время пандемии COVID-19, Спрингстин неожиданно появился на благотворительном онлайн-концерте группы Dropkick Murphys, проходившем на пустующем Fenway Park в Бостоне. Он исполнил вместе с ними их песню «Rose Tattoo» и свою «American Land». Это мероприятие стало первым музыкальным выступлением без присутствия зрителей на крупной американской арене, стадионе или в спортивном комплексе во время пандемии. Трансляция собрала более 9 миллионов зрителей и привлекла свыше $700 000 пожертвований для благотворительных организаций города.  
Октябрь 2020 года ознаменовался выходом альбома Letter to You, записанного вместе с E Street Band всего за пять дней. Критики отмечали возвращение к фирменному звучанию классического рока Спрингстина. Параллельно вышел чёрно-белый документальный фильм-сопровождение, снятый Зимни. Альбом, поддержанный синглами «Letter to You» и «Ghosts», дебютировал на 2-м месте в США, сделав Спрингстина первым в истории артистом, попадавшим в топ-5 чартов шесть десятилетий подряд (с 1970-х по 2020-е). В ноябре Спрингстин выступил в качестве приглашённого вокалиста в сингле Bleachers «Chinatown». 12 декабря E Street Band (временно без Гарри Таллента и Сузи Тирелл из-за ограничений пандемии) впервые с 2017 года выступила на Saturday Night Live, исполнив «Ghosts» и «I'll See You in My Dreams». 
В феврале 2021 года стало известно о выходе подкаста «Отступники: Рожденные в США» — восьмисерийного разговора Спрингстина с Бараком Обамой, записанного для Spotify. В беседах они затронули темы семьи, расовых отношений, отцовства и современного состояния Америки. В сентябре того же года Спрингстин принял участие в записи песни «Wasted Days» Джона Мелленкампа, исполнив партию бэк-вокала и гитарные партии.  
7 июня 2021 года музыкант объявил о возобновлении шоу Springsteen on Broadway — на этот раз в театре Сент Джеймс. В интервью ведущему E Street Radio он признался, что изначально не планировал выступать в 2021 году, но согласился на ограниченный сезон по настоянию друга. Тогда же Спрингстин намекнул на совместный проект с группой The Killers. 11 сентября он исполнил «I’ll See You in My Dreams» в память о жертвах терактов 20-годичной давности. А в декабре неожиданно появился на благотворительном концерте John Henry's Friends в поддержку детей с аутизмом, где вместе со Стивом Эрлом и его группой The Dukes отыграл четыре песни.  
16 декабря 2021 года Спрингстин продал права на весь свой музыкальный каталог компании Sony Music за рекордные $500 млн, превзойдя сделки Боба Дилана и Тейлор Свифт (по $200 млн). Этот шаг, наряду с доходами от бродвейских шоу и проектов с Обамой, сделал его самым высокооплачиваемым музыкантом 2021 года по версии Rolling Stone.

### С 2022 года.Only the Strong Survive, гастроли иThe Lost Albums

Спрингстин исполняет песню на бис во время концерта в Сиэтле в феврале 2023 года

В мае 2022 года Спрингстин объявил о возвращении на мировую сцену — в 2023 году стартовал его долгожданный тур с E Street Band, первый за шесть лет. В сентябре он вместе с супругой Пэтти Скалфой выступил на церемонии вручения премии Albie Awards в Нью-Йоркской публичной библиотеке, а в ноябре свет увидел его двадцать первый студийный альбом Only the Strong Survive, состоящий из каверов на классические соул-композиции 1960-х — 1970-х годов. Для продвижения пластинки Спрингстин появился на шоу Джимми Фэллона, где исполнил несколько песен, а также записал специальный эпизод ко Дню благодарения.  
Масштабный мировой тур стартовал 1 февраля 2023 года и должен завершиться только в июле 2025-го. В июне бывший участник E Street Band Дэвид Сэншес, покинувший коллектив ещё в 1974 году, сообщил, что работает над продолжением альбома Only the Strong Survive — по его словам, Спрингстин уже записал 18 песен для второго тома. Сам музыкант ещё в ноябре 2022 года подтвердил планы выпустить Volume 2, отметив, что материал на три четверти готов. 
Осенью 2023 года Спрингстин поучаствовал в записи заглавного трека «History Books» группы The Gaslight Anthem, а также сотрудничал с Брайсом Десснером, написав песню «Addicted to Romance» для саундтрека к фильму «Иди ко мне, детка». Однако в сентябре тур пришлось скорректировать: Спрингстин сообщил об отсрочке восьми концертов из-за лечения язвенной болезни. Врачи рекомендовали ему временно отказаться от выступлений. Вскоре были перенесены ещё 12 шоу, запланированных на ноябрь-декабрь 2023 года — их перенесли на весну и осень 2024-го. Помимо проблем со здоровьем у самого Спрингстина, причиной переносов стали случаи заболевания COVID-19 среди участников группы. В общей сложности 29 концертов тура были отложены.
В апреле 2024 года кинокомпания 20th Century Studios анонсировала биографический фильм «Избавь меня от небытия», основанный на книге Уоррена Зейнса о создании культового альбома Nebraska. Режиссёром и сценаристом выступит Скотт Купер, а роль Спрингстина исполнит Джереми Аллен Уайт, который также будет петь самостоятельно. В том же году музыкант принял участие в благотворительном переиздании инструментальной композиции Марка Нопфлера «Going Home: Theme of the Local Hero», все средства от которого направлены в фонд Teenage Cancer Trust.  

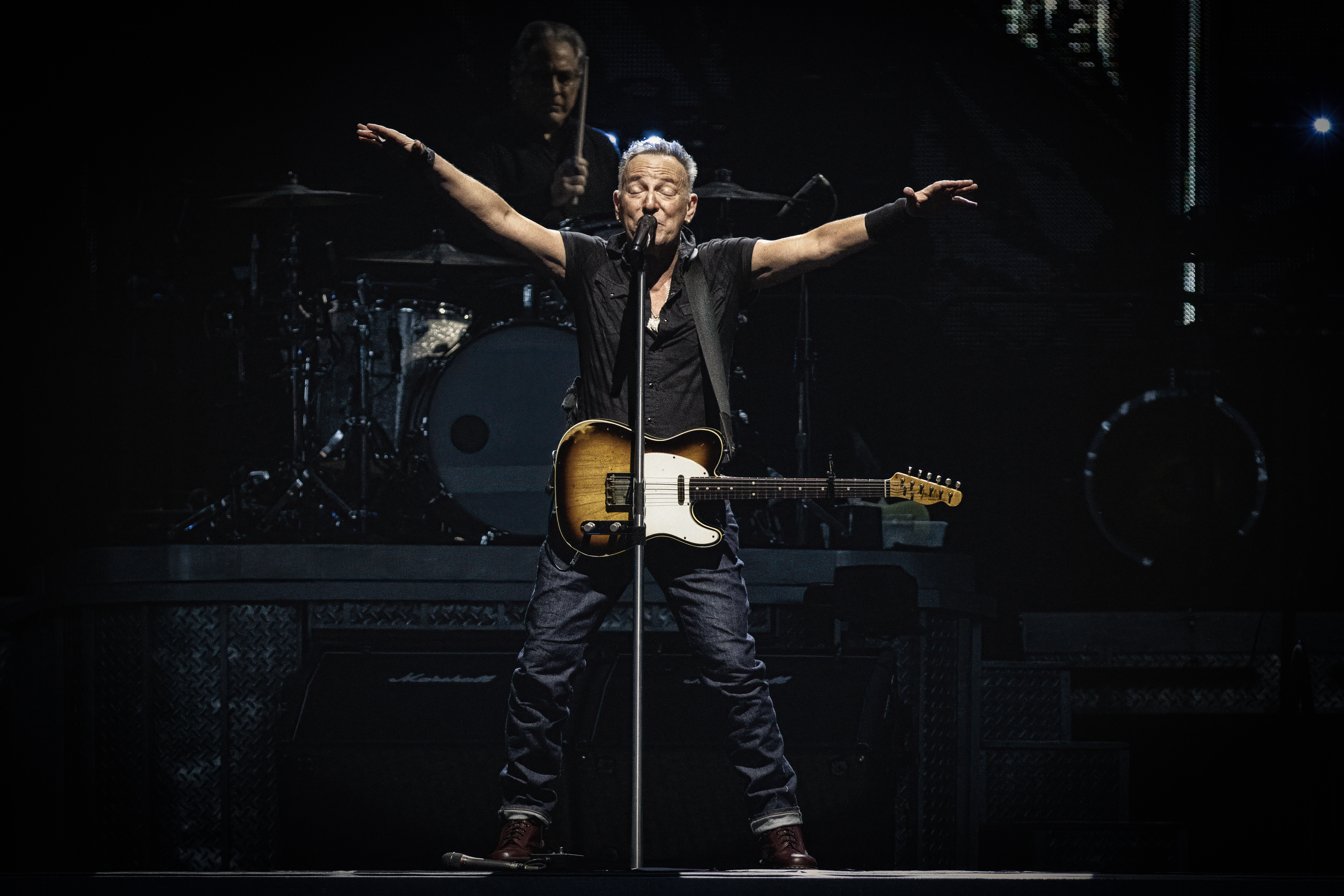
Спрингстин в Копенгагене, июль 2023 года

19 апреля вышел восьмой сборник хитов Best of Bruce Springsteen, а осенью на платформах Disney+ и Hulu состоялась премьера документального фильма Road Diary: Bruce Springsteen and the E Street Band, посвящённого мировому туру 2023—2024 годов. Премьера ленты прошла в рамках кинофестиваля в Торонто в сентябре 2024 года.  
Финансовый успех музыканта продолжает расти: по данным Forbes за июль 2024 года, его состояние превысило $1,1 млрд благодаря кассовым турам и продаже каталога в 2021 году, что сделало его одним из богатейших музыкантов мира. На концерте 23 августа 2024 года в Филадельфии Спрингстин решительно опроверг слухи о прощальном туре, заявив: «Мы ещё даже не разогнались!».  
Весной 2025 года последовал громкий анонс: 27 июня выйдет масштабный бокс-сет Tracks II: The Lost Albums, включающий семь полноценных альбомов неизданного материала, записанного с 1983 по 2018 год — всего 83 трека, 74 из которых ранее никогда не публиковались. Параллельно будет выпущен компакт-диск Lost and Found: Selections from The Lost Albums с 20 ключевыми композициями. 21 мая 2025 года вышел мини-альбом Land of Hope & Dreams EP, запечатлевший четыре живых выступления с открытия тура в Манчестере 14 мая.  

## Творчество и наследие
Бо́льшую часть жизни я, как музыкант, отмерял дистанцию между американской мечтой и американской реальностью. Для многих… пропасть между той мечтой и их действительностью никогда не была столь огромной и мучительной. Я убежден, что сенатор Обама проверил эту дистанцию собственной жизнью и трудом. Я верю, он понимает сердцем, во что обходится этот разрыв — в крови и страданиях обычных американцев. Я верю, что на посту президента он сделает всё, чтобы вернуть ту мечту к жизни.
Спрингстин давно и прочно вошёл в пантеон величайших музыкальных авторов современности, став не просто исполнителем, но настоящим голосом поколения, сумевшим превратить личные переживания в универсальные гимны целой эпохи. Его творчество, пронизанное подлинной рабочей поэтикой и социальной чуткостью, переопределило саму суть рок-музыки, соединив её бунтарский дух с глубокой человечностью. Критики и поклонники единодушно называют его «поэтом рок-н-ролла» — не в переносном, а в самом прямом смысле, ведь каждая его строчка обладает той редкой способностью запечатлевать мгновения жизни во всей их сложности и противоречивости.  
Став основоположником направления, которое позднее окрестили «хартленд-роком», Спрингстин создал уникальный сплав традиционного рокового звучания с историями простых людей — рабочих, влюблённых, мечтателей и бунтарей, чьи повседневные битвы он возвёл в ранг эпических саг. Журнал Rolling Stone, не раз называвший его работы эталонными для всего жанра, подчёркивает, что именно в музыке Спрингстина наиболее полно воплотились изначальные идеалы рок-н-ролла: страстное стремление к свободе, непримиримость перед лицом несправедливости и бесконечный поиск собственного «я» в мире, который так редко соответствует нашим ожиданиям.  
Особую силу его текстам придаёт то, что они никогда не становятся абстрактными манифестами — напротив, они предельно конкретны, наполнены узнаваемыми деталями и образами, словно выхваченными из реальной жизни. В этом, возможно, и кроется секрет их воздействия: слушатель не просто слышит песню, а буквально видит перед собой залитые неоновым светом автострады, полупустые бары на окраинах, заводские кварталы, где «стальные сердца» рабочих постепенно ржавеют под грузом неосуществлённых надежд. При этом социальные и политические мотивы в его творчестве никогда не звучат декларативно — они естественно вырастают из личных историй, уходящих корнями в собственный опыт музыканта, в судьбу его семьи, столкнувшейся с тяготами рабочей жизни.  
Переломный альбом Darkness on the Edge of Town (1978) обозначил важный поворот в его творчестве: если ранние работы были пронизаны романтикой юношеского бунта и мечтами о побеге, то здесь Спрингстин впервые обратился к теме взросления, ответственности и той стоической стойкости, с которой обычные люди встречают удары судьбы. Этот альбом, как и последовавший за ним Nebraska (1982), показал, что его талант рассказчика способен превращать даже самые мрачные истории в пронзительные притчи о человеческом достоинстве. А когда в 1984 году мир услышал Born in the U.S.A., стало ясно, что Спрингстин нашёл способ говорить о болезненных национальных травмах (таких как война во Вьетнаме или экономический кризис) через музыку, которая при этом оставалась невероятно мощной и энергетически заряженной.  

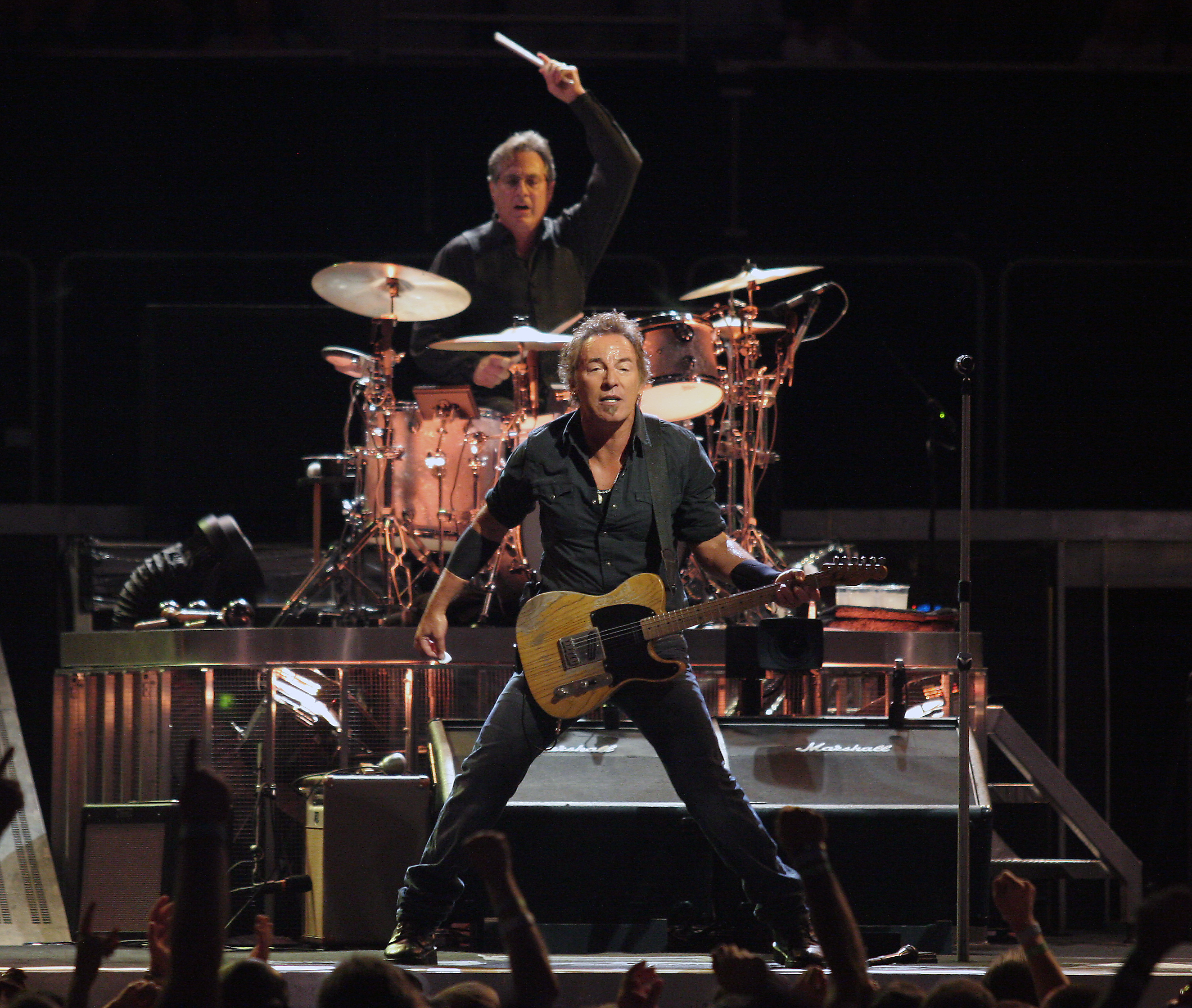
Выступление Спрингстина в ходе Magic Tour в Джэксонвилле (Флорида), 2008 год

Что же касается его концертных выступлений, то здесь Спрингстин и E Street Band давно стали эталоном. Их шоу, длящиеся по три-четыре часа без намёка на формальность, больше похожи на коллективное духовное переживание, чем на обычный музыкальный концерт. Как точно заметил один из критиков, ни одно другое живое выступление не передаёт с такой силой ту освобождающую энергию, которая изначально заложена в самой природе рок-н-ролла.  
Признание его заслуг перед музыкой и культурой выражается не только в бесчисленных наградах и попаданиях в престижные рейтинги (хотя и это тоже: достаточно вспомнить, что восемь его альбомов вошли в список 500 величайших по версии Rolling Stone), но и в том, как глубоко его творчество изучено и осмыслено. Академические исследования его текстов, выставки, посвящённые его наследию, и даже официально учреждённый «День Брюса Спрингстина» в Нью-Джерси — всё это подтверждает уникальное место, которое он занимает в современной культуре.  
В конечном счёте, феномен Спрингстина заключается в том, что ему удалось сохранить верность своим корням и принципам, не превратившись при этом в заложника собственного имиджа. От альбома к альбому он продолжал искать новые формы выражения, экспериментировал с акустическим звучанием, работал над сольными проектами — но какой бы путь ни выбирал, его музыка всегда оставалась честной. Возможно, именно поэтому спустя десятилетия его песни звучат не как ностальгические ретроспективы, а как живые истории, в которых новые поколения слушателей продолжают узнавать себя. В 2010 году Rolling Stone назвал Спрингстина 23-м в списке «100 величайших артистов всех времён», охарактеризовав его как «воплощение рок-н-ролла».

## Личная жизнь

### Браки и дети
В 1970-х годах Брюс Спрингстин некоторое время встречался с художницей Карон Бихари, которая впоследствии утверждала, что песня «Candy's Room» с альбома Darkness on the Edge of Town была посвящена ей. Помимо этого, у музыканта были романы с фотографом Линн Голдсмит, моделью Карен Дарвин, а также с актрисой Джойс Хайзер, с которой он поддерживал отношения на протяжении четырёх лет в 1980-х.  
В начале того же десятилетия Спрингстин познакомился с Пэтти Скалфой в баре The Stone Pony в Асбери-Парке, штат Нью-Джерси. В тот вечер она выступала вместе с его другом Бобби Бандьерой, с которым написала песню «At Least We Got Shoes» для Саутсайда Джонни. Брюсу понравился её голос, и после концерта он подошёл к ней. Вскоре они стали проводить время вместе, и между ними завязалась дружба.  
В начале 1984 года Спрингстин предложил Скалфе присоединиться к группе E Street Band для предстоящего тура в поддержку альбома Born in the U.S.A., который стартовал в июне. Согласно биографу Питеру Карлину, в первые месяцы гастролей казалось, что их отношения перерастают в нечто большее, но вскоре музыкант встретил актрису Джулианну Филлипс и женился на ней 13 мая 1985 года в католической церкви Our Lady of the Lake в Лейк-Осуиго, штат Орегон. Разница в возрасте (11 лет), разное происхождение и постоянные разъезды Спрингстина негативно сказались на их браке. Многие песни с альбома Tunnel of Love отражали его переживания и неудовлетворённость этими отношениями.  
Когда в феврале 1988 года стартовал Tunnel of Love Express Tour, Спрингстин уговорил Скалфу отложить работу над сольным альбомом и снова отправиться в турне. Вскоре после его расставания с Филлипс Пэтти переехала к нему. 30 августа 1988 года Джулианна подала на развод в Лос-Анджелесе, сославшись на «непреодолимые разногласия». Соглашение было достигнуто в декабре, а официально брак расторгли 1 марта 1989 года. Детей у них не было.  

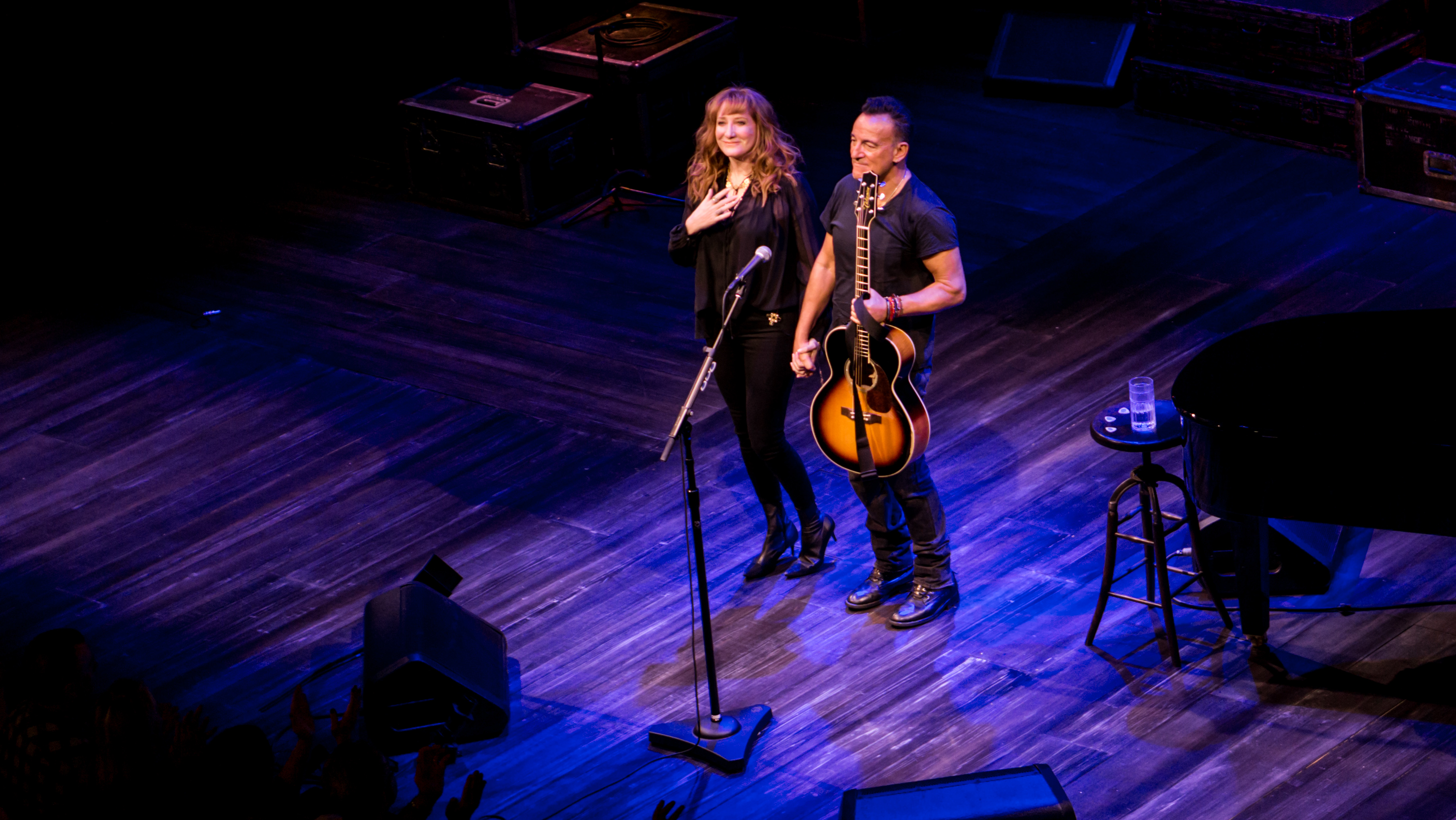
Пэтти Скалфа, участница группы E Street Band, во время выступления Спрингстина на Бродвее, 2017 год

Спрингстин столкнулся с критикой в прессе из-за того, что его новые отношения с Скалфой начались слишком быстро после развода. В интервью The Advocate в 1995 году он признавался, что негативная реакция общественности его задела: «Странное общество, которое считает, что вправе указывать людям, кого им любить, а кого — нет. Но я постарался просто проигнорировать это. Я сказал себе: „Всё, что я знаю — это то, что мои чувства настоящие. Возможно, сейчас всё выглядит неидеально, но такова жизнь“». Годы спустя он сожалел о том, как всё произошло: «Я не защитил Джули… нужно было как-то публично объясниться, но я слишком беспокоился о своей приватности. Я справился с этим плохо, и мне до сих пор стыдно. Было жестоко позволить людям узнать об этом так, как они узнали».  
Первое время Спрингстин и Скалфа жили в Нью-Джерси, затем переехали в Лос-Анджелес, где решили завести детей. Их первенец, Эван Джеймс Спрингстин, родился 25 июля 1990 года. 8 июня 1991 года пара сыграла скромную свадьбу у себя дома в присутствии только самых близких. Второй ребёнок, Джессика Рэй Спрингстин, появилась на свет 30 декабря 1991 года, а третий, Сэмюэл Райан Спрингстин, — 5 января 1994 года. В том же интервью 1995 года музыкант рассуждал: «После развода я боялся снова жениться. Казалось, какая разница? Но разница есть. Брак — это не просто совместная жизнь. Это публичный шаг, социальный ритуал, который как-то меняет твой статус в обществе… И Пэтти, и я поняли, что это действительно важно».  
Когда дети пошли в школу в 1990-х, семья вернулась в Нью-Джерси, чтобы оградить их от внимания папарацци. Они поселились на конной ферме в Колтс-Нек, также у них есть дома в Рамсоне, Лос-Анджелесе и Веллингтоне (Флорида). Эван окончил Бостонский колледж, пишет и исполняет собственные песни, а в 2012 году победил в конкурсе авторов-исполнителей на университетском фестивале искусств. Джессика, выпускница Университета Дьюка, стала профессиональной спортсменкой-конницей и в августе 2014 года дебютировала в составе сборной США по конкуру. Сэм работает пожарным в Джерси-Сити. 17 июля 2022 года Спрингстин и Скалфа стали дедушкой и бабушкой — у их сына Сэма и его невесты родилась дочь.

### Состояние здоровья
Спрингстин на протяжении всей жизни избегал употребления тяжёлых наркотиков. Его давний друг и коллега Стивен Ван Зандт в 2012 году заявил: «Он, наверное, единственный человек из всех, кого я знаю, кто никогда не пробовал наркотики». Однако музыкант не скрывает, что долгое время боролся с депрессией, которую начал осознавать лишь после 30 лет, до этого отрицая проблему. В тот же период он столкнулся и с физическим истощением: будучи фанатом фастфуда, он страдал от недостатка веса, а после концертов его порой приходилось буквально уносить со сцены из-за крайней слабости. Со временем Спрингстин радикально изменил образ жизни — перешёл в основном на вегетарианское питание, начал бегать на беговой дорожке до шести миль в день и трижды в неделю заниматься силовыми тренировками.  
Даже в зрелом возрасте он остаётся верен этой дисциплине: в 2019 году, к его 70-летию, издание Consequence отмечало, что музыкант по-прежнему придерживается своего режима. Однако в сентябре 2023 года Спрингстину пришлось перенести все запланированные концерты в США до конца года — причиной стало лечение язвенной болезни. 

### Отношение к религии
Хотя в молодости Спрингстин отстранялся от религии, в своей автобиографии Born to Run (2016) он признался: «У меня есть личные отношения с Иисусом. Я верю в Его силу спасать и любить... но не осуждать». Говоря о своём сложном отношении к католичеству, из которого он фактически ушёл, музыкант заметил с характерной самоиронией: «Я понял, хоть и с некоторой досадой, что бывших католиков не бывает... Я не участвую в религиозной жизни, но где-то в глубине души... я всё ещё в команде».  

### Материальное положение
В интервью Тому Хэнксу в 2017 году Спрингстин признался, что в начале карьеры уклонялся от уплаты налогов — власти просто не обращали внимания на его доходы до тех пор, пока в 1975 году он не появился на обложке журнала Time. Последующие несколько лет большая часть его заработков ушла на погашение налоговых задолженностей. К 30 годам, несмотря на несколько платиновых альбомов и успешные туры, на его счету накопилось всего $20 тысяч.  
Однако со временем финансовые дела музыканта кардинально изменились. По данным Forbes, к 2024 году его состояние оценивается, как минимум, в $1,1 млрд. Этот впечатляющий результат — следствие не только музыкальной карьеры, но и продуманных инвестиций, включая доходы от авторских прав, продажи мемуаров, а также легендарные концертные туры, неизменно собирающие стадионы.  

## Политические взгляды и общественная позиция
В апреле 2008 года Брюс Спрингстин публично поддержал Барака Обаму в ходе его предвыборной кампании на пост президента США. В том же году музыкант неоднократно выступал на митингах в его поддержку. На одном из таких мероприятий в Огайо Спрингстин говорил о необходимости честности, открытости и справедливости в работе правительства, а также подчеркивал право каждого гражданина на достойную работу, справедливую зарплату, качественное образование и жизнь, наполненную уважением к труду и надеждой на стабильность домашнего очага. Несмотря на первоначальные заявления о нежелании участвовать в выборах 2012 года, он всё же присоединился к агитационной кампании за переизбрание Обамы, выступив в нескольких ключевых штатах, включая Огайо, Айову, Виргинию, Питтсбург и Висконсин. 

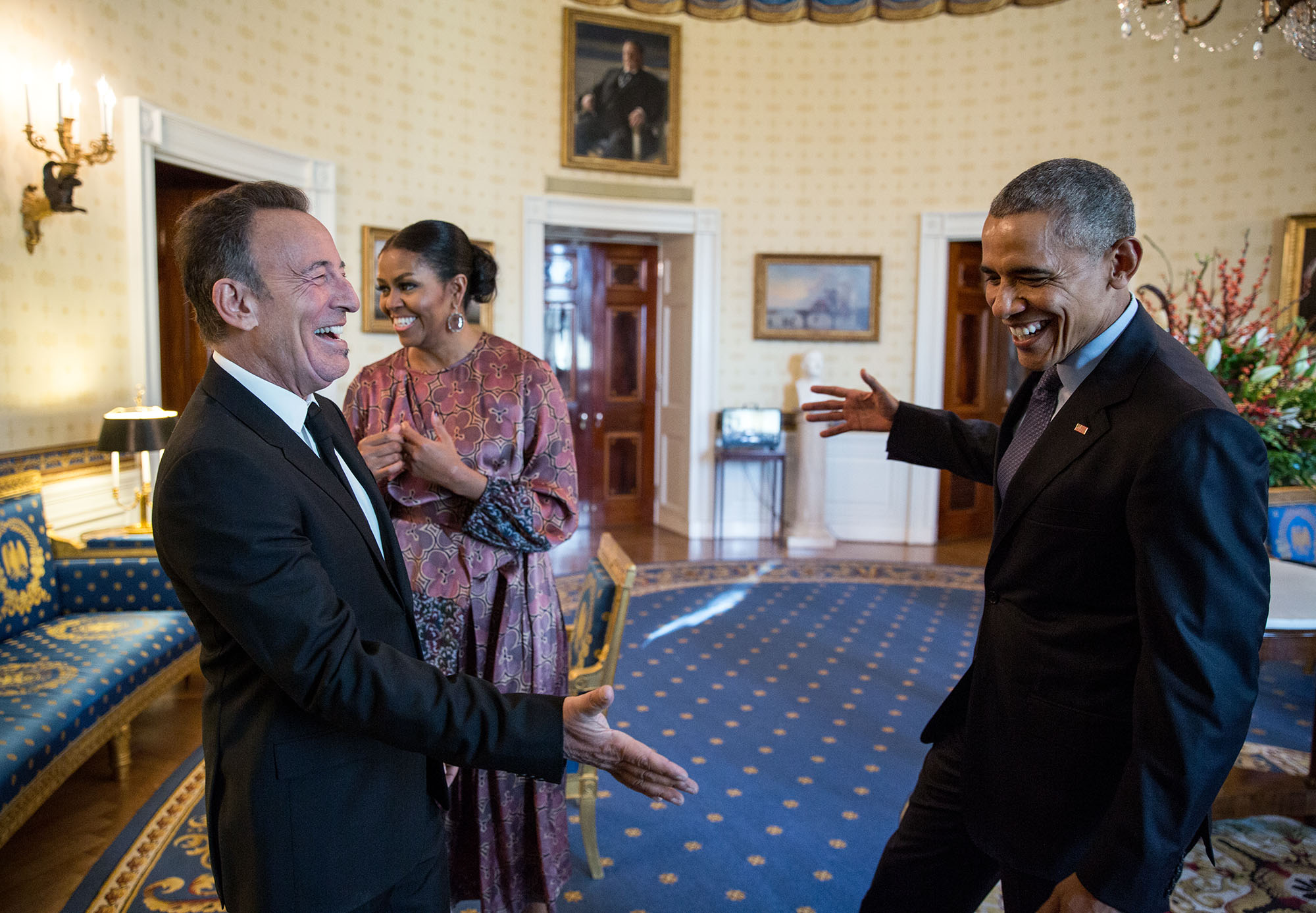
Президент Барак Обама и первая леди Мишель Обама приветствуют Спрингстина в Голубой комнате Белого дома перед церемонией вручения Президентской медали Свободы, 22 ноября 2016 года

Спрингстин также известен как активный сторонник прав ЛГБТ-сообщества и легализации однополых браков. Ещё в 1996 году в интервью ЛГБТ-журналу The Advocate он высказался о важности равных социальных прав для всех граждан, отметив, что официальное признание отношений — это не просто формальность, но и знак принятия человека обществом. В 2009 году на своём сайте он опубликовал заявление, в котором поддержал позицию губернатора Нью-Джерси Джона Корзайна, назвавшего вопрос равенства браков гражданским правом, гарантирующим равное отношение к каждому человеку перед законом. В 2012 году музыкант присоединился к рекламной кампании Four 2012, выступавшей за легализацию однополых браков, призвав своих сторонников открыто выражать свою позицию. В апреле 2016 года Спрингстин отменил концерт в Гринсборо (Северная Каролина) в знак протеста против принятия местного «закона о туалетах», ограничивающего права трансгендерных людей и лишающего ЛГБТ-граждан возможности оспаривать дискриминацию на рабочих местах. Его решение было высоко оценено организацией Human Rights Campaign и широко поддержано ЛГБТ-сообществом.  
В 2017 году во время концерта в Перте (Австралия) Спрингстин выступил с речью в поддержку Марша женщин, прошедшего по всему миру после инаугурации Дональда Трампа. Он выразил солидарность с сотнями тысяч участников акции, которые выступили против ненависти и разобщённости, отстаивая принципы толерантности, равноправия, защиты окружающей среды, доступного здравоохранения, справедливой оплаты труда и прав иммигрантов. «Мы с вами, — заявил Спрингстин. — Мы — новое американское сопротивление».
Спрингстин неизменно выступает с резкой критикой Дональда Трампа, которого он называет «мошенником из Куинса». Во время первого президентского срока Трампа, в октябре 2019 года, музыкант заявил, что тот «не понимает глубинного смысла того, что значит быть американцем», а в июне 2020 года назвал его «угрозой демократии». Песня Спрингстина «The Rising» стала одним из символов предвыборной кампании Джо Байдена — она прозвучала на Национальном съезде Демократической партии в 2020 году в сопровождении нового видеоряда и хештега #TheRising. Позже, 13 октября, писатель Дон Уинслоу выпустил антитрамповский ролик перед митингом кандидата в Пенсильвании, использовав в нём композицию «Streets of Philadelphia». За несколько дней до выборов Спрингстин записал закадровый текст для агитационного ролика Байдена, в котором рассказывалось о детстве будущего президента в Скрантоне, а на фоне звучала «My Hometown». Кроме того, Байден, как и Обама в 2012 году, сделал одной из своих главных песен «We Take Care of Our Own».  

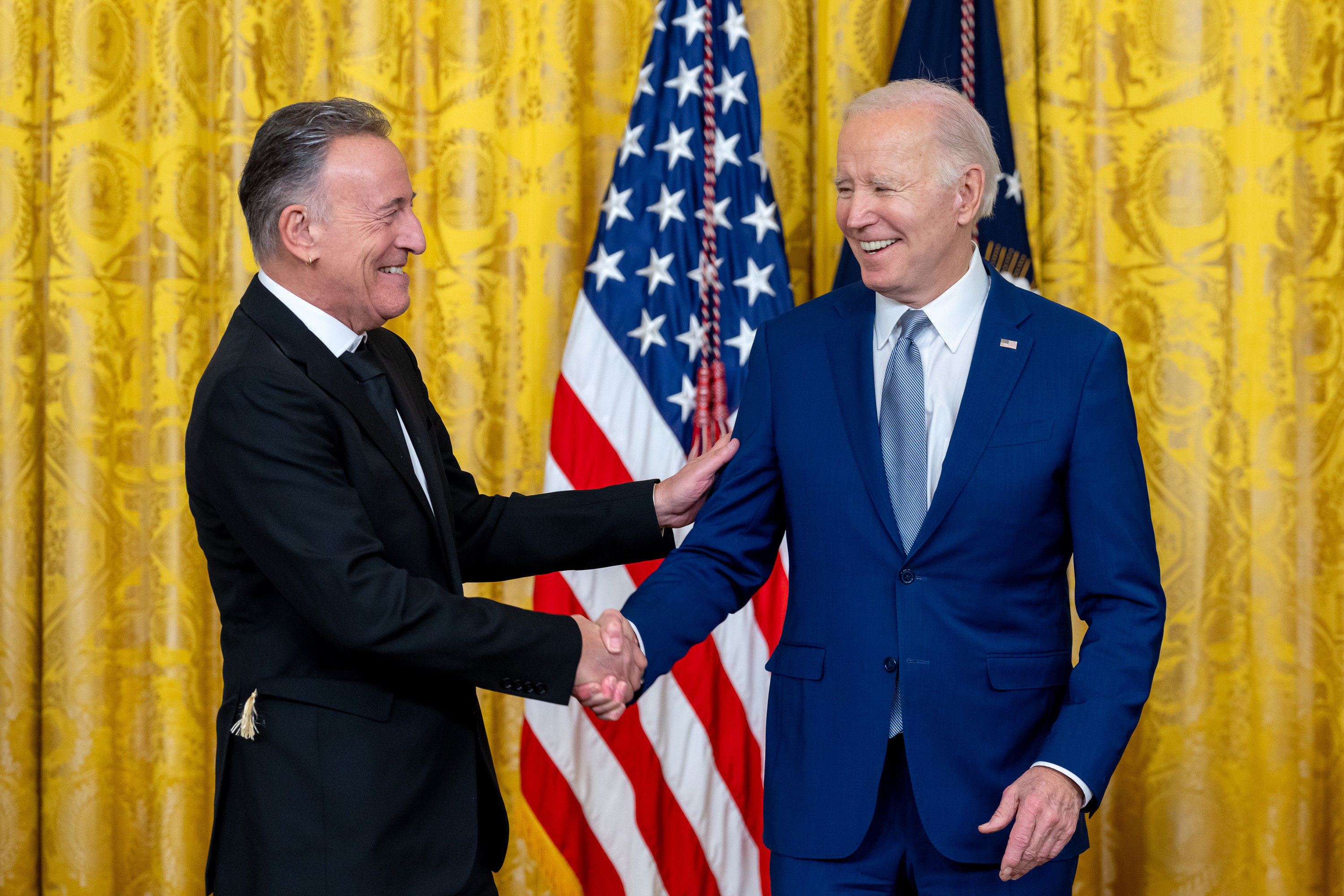
Спрингстин с президентом Джо Байденом в Восточной комнате Белого дома, 2023 год

3 октября 2024 года Спрингстин поддержал кандидатуру Камалы Харрис на президентских выборах и 24 октября выступил с речью на одном из её предвыборных митингов. Во время концерта в Манчестере 14 мая 2025 года он вновь резко высказался против Трампа, назвав его администрацию «коррумпированной, некомпетентной и предательской». Через два дня Трамп ответил в соцсети Truth Social, заявив, что Спрингстин «чрезмерно переоценён» и «глуп, как камень». Президент Американской федерации музыкантов встал на защиту артиста, подчеркнув, что музыканты имеют право на свободу слова, и профсоюз поддерживает всех своих членов. Однако 19 мая Трамп потребовал масштабного расследования в отношении Спрингстина, Бейонсе, Опры Уинфри и других знаменитостей, поддержавших Харрис, заявив, что их одобрение было куплено её кампанией. В ответ такие музыканты, как Нил Янг и Эдди Веддер, выступили в защиту коллеги, назвав эти обвинения попыткой нарушить его право на свободное выражение позиции. Вскоре после этого Спрингстин включил запись своих манчестерских высказываний в концертный мини-альбом Land of Hope and Dreams, превратив политическое заявление в часть своего творческого наследия.

## Признание

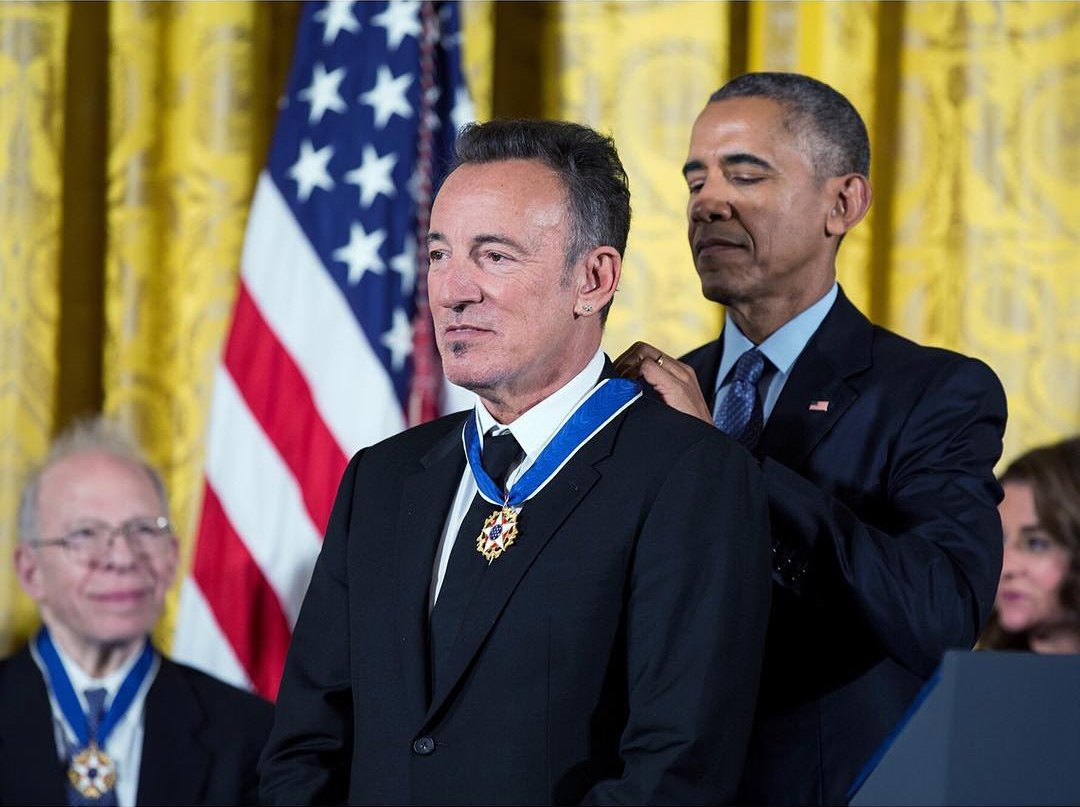
Спрингстин получает Президентскую медаль Свободы в Белом доме из рук президента Барака Обамы в 2016 году

Брюс Спрингстин является одним из самых успешных музыкантов в истории мировой индустрии звукозаписи — общий объём продаж его альбомов превышает 140 миллионов экземпляров по всему миру, из которых более 71 миллиона были реализованы в Соединённых Штатах. Эти впечатляющие цифры подтверждают его статус одного из самых коммерчески востребованных исполнителей всех времён. На протяжении карьеры Спрингстин удостоился множества престижных наград, среди которых двадцать премий «Грэмми», два «Золотых глобуса», «Оскар» за лучшую песню к фильму, а также специальная награда «Тони» за бродвейское шоу Springsteen on Broadway. Признание вклада в музыкальную культуру нашло отражение в включении его в Зал славы авторов песен и Зал славы рок-н-ролла в 1999 году. Дальнейшие почести включали награду Центра Кеннеди в 2009 году, звание «Персона года» от MusiCares в 2013-м и вручение Президентской медали Свободы из рук Барака Обамы в 2016 году.  
В мае 2021 года Спрингстин стал восьмым лауреатом премии Вуди Гатри, которая присуждается артистам, отстаивающим идеи социальной справедливости и продолжающим традиции легендарного фолк-певца. Два года спустя, в марте 2023-го, он получил Национальную медаль искусств из рук президента Джо Байдена в Белом доме. Церемония должна была состояться ещё в 2021 году, но была отложена из-за пандемии COVID-19.  
Весной 2024 года стало известно, что Спрингстину будет присвоено звание почётного члена британской Академии Айворс, одной из самых авторитетных организаций в мире музыки. 23 мая того же года он вошёл в историю как первый зарубежный автор-исполнитель, удостоенный этого звания. 

## Дискография

### Студийные альбомы
- Greetings from Asbury Park, N.J. (1973)
- The Wild, the Innocent & the E Street Shuffle (1973)
- Born to Run (1975)
- Darkness on the Edge of Town (1978)
- The River (1980)
- Nebraska (1982)
- Born in the U.S.A. (1984)
- Tunnel of Love (1987)
- Human Touch (1992)
- Lucky Town (1992)
- The Ghost of Tom Joad (1995)
- The Rising (2002)
- Devils & Dust (2005)
- We Shall Overcome: The Seeger Sessions (2006)
- Magic (2007)
- Working on a Dream (2009)
- Wrecking Ball (2012)
- High Hopes (2014)
- Western Stars (2019)
- Letter to You (2020)
- Only the Strong Survive (2022)

## Гастроли
Спрингстин прославился энергичными и продолжительными живыми выступлениями.
- Born to Run tours (1974—1977)
- Darkness Tour (1978—1979)
- The River Tour (1980—1981)
- Born in the U.S.A. Tour (1984—1985)
- Tunnel of Love Express Tour (1988)
- Bruce Springsteen 1992—1993 World Tour (1992—1993)
- Ghost of Tom Joad Tour (1995—1997)
- Bruce Springsteen and the E Street Band Reunion Tour (1999—2000)
- The Rising Tour (2002—2003)
- Devils & Dust Tour (2005)
- Bruce Springsteen with the Seeger Sessions Band Tour (2006)
- Magic Tour (2007—2008)
- Working on a Dream Tour (2009)
- Wrecking Ball World Tour (2012—2013)
- High Hopes Tour (2014)
- The River Tour (2016—2017)
- Springsteen and E Street Band 2023–2025 Tour (2023—2025)

### Резидент-шоу
- Springsteen on Broadway (2017—18; 2021)

### Участие в «сборных» турах
- Human Rights Now! (1988)
- Vote for Change (2004)